# Список эпизодов телесериала «Ривердейл»
Список эпизодов американского телесериала «Ривердейл».

## Обзор сезонов
| Сезон | Сезон | Эпизоды | Оригинальная дата выхода | Оригинальная дата выхода | Рейтинг Нильсена | Рейтинг Нильсена             |
| Сезон | Сезон | Эпизоды | Премьера сезона          | Финал сезона             | Ранк             | Зрители (в млн с учётом DVR) |
| ----- | ----- | ------- | ------------------------ | ------------------------ | ---------------- | ---------------------------- |
|       | 1     | 13      | 26 января 2017           | 11 мая 2017              | 154              | 1,69                         |
|       | 2     | 22      | 11 октября 2017          | 16 мая 2018              | 173              | 2,12                         |
|       | 3     | 22      | 10 октября 2018          | 15 мая 2019              | 166              | 1,74                         |
|       | 4     | 19      | 9 октября 2019           | 6 мая 2020               | 122              | 1,35                         |
|       | 5     | 19      | 20 января 2021           | 6 октября 2021           | 145              | 1,01                         |
|       | 6     | 22      | 16 ноября 2021           | 31 июля 2022             | 133              | 0.46                         |
|       | 7     | 20      | 29 марта 2023            | 23 августа 2023          | 129              | 0.39                         |

## Список эпизодов

### Сезон 1 (2017)
| № общий | № в сезоне | Название                                                                                      | Режиссёр          | Автор сценария                     | Дата премьеры   | Произв. код | Зрители в США (млн) |
| ------- | ---------- | --------------------------------------------------------------------------------------------- | ----------------- | ---------------------------------- | --------------- | ----------- | ------------------- |
| 1       | 1          | «Глава первая: У края реки» «Chapter One: The River's Edge»                                   | Ли Толанд Кригер  | Роберто Агирре-Сакаса              | 26 января 2017  | T15.10136   | 1,38                |
| 2       | 2          | «Глава вторая: Прикосновение зла» «Chapter Two: A Touch of Evil»                              | Ли Толанд Кригер  | Роберто Агирре-Сакаса              | 2 февраля 2017  | T13.20302   | 1,15                |
| 3       | 3          | «Глава третья: Дублёр» «Chapter Three: Body Double»                                           | Ли Толанд Кригер  | Иоланда Лоуренс                    | 9 февраля 2017  | T13.20303   | 1,20                |
| 4       | 4          | «Глава четвертая: Последний киносеанс» «Chapter Four: The Last Picture Show»                  | Марк Пизнарский   | Майкл Грасси                       | 16 февраля 2017 | T13.20304   | 1,14                |
| 5       | 5          | «Глава пятая: Сердце тьмы» «Chapter Five: Heart of Darkness»                                  | Джесси Уарн       | Росс Максвелл                      | 23 февраля 2017 | T13.20305   | 0,98                |
| 6       | 6          | «Глава шестая: Быстрее, киски! Убейте! Убейте!» «Chapter Six: Faster, Pussycats! Kill! Kill!» | Стивен А. Эделсон | Тесса Ли Уильямс и Николас Зварт   | 2 марта 2017    | T13.20306   | 1,09                |
| 7       | 7          | «Глава седьмая: В уединенном месте» «Chapter Seven: In a Lonely Place»                        | Эллисон Андерс    | Аарон Аллен                        | 9 марта 2017    | T13.20307   | 1,03                |
| 8       | 8          | «Глава восьмая: Изгои» «Chapter Eight: The Outsiders»                                         | Дэвид Катценберг  | Джулия Коэн                        | 30 марта 2017   | T13.20308   | 0,99                |
| 9       | 9          | «Глава девятая: Большая иллюзия» «Chapter Nine: La Grande Illusion»                           | Ли Роуз           | Джеймс Девилль                     | 6 апреля 2017   | T13.20309   | 0,91                |
| 10      | 10         | «Глава десятая: Потерянные выходные» «Chapter Ten: The Lost Weekend»                          | Доун Уилкинсон    | Бритта Лундин и Брайан И. Патерсон | 13 апреля 2017  | T13.20310   | 0,87                |
| 11      | 11         | «Глава одиннадцатая: В Ривердейл и обратно» «Chapter Eleven: To Riverdale and Back Again»     | Кевин Салливан    | Роберто Агирре-Сакаса              | 27 апреля 2017  | T13.20311   | 0,89                |
| 12      | 12         | «Глава двенадцатая: Анатомия убийства» «Chapter Twelve: Anatomy of a Murder»                  | Роб Шейденгланц   | Майкл Грасси                       | 4 мая 2017      | T13.20312   | 0,98                |
| 13      | 13         | «Глава тринадцатая: Славное будущее» «Chapter Thirteen: The Sweet Hereafter»                  | Ли Толанд Кригер  | Роберто Агирре-Сакаса              | 11 мая 2017     | T13.20313   | 0,96                |

### Сезон 2 (2017—2018)
| № общий | № в сезоне | Название                                                                                               | Режиссёр           | Автор сценария                       | Дата премьеры   | Произв. код | Зрители в США (млн) |
| --- | ---------- | --- | ------------------ | ------------------------------------ | --------------- | ----------- | ------------------- |
| 14 | 1          | «Глава четырнадцатая: Поцелуй перед смертью» «Chapter Fourteen: A Kiss Before Dying»                   | Роб Шейденгланц    | Роберто Агирре-Сакаса                | 11 октября 2017 | T13.20801   | 2,34                |
| Арчи доставляет отца в больницу, где его ждут друзья. Шериф Келлер опрашивает Арчи о внешности преступника, однако на опознании Арчи никого не узнаёт. Просматривая вещи Фреда, стало ясно, что бумажника нет, однако впоследствии оказывается, что целью нападения на заведение Попса была не нажива денег, а убийство отца Арчи. Вероника обвиняет мать в попытке убийства Фреда, однако та всё отрицает. Миссис Гранди умирает от удушья, и в это же время в Ривердейл прибывает отец Вероники, Хайром Лодж. |            | |                    |                                      |                 |             |                     |
| 15 | 2          | «Глава пятнадцатая: Полуночники» «Chapter Fifteen: Nighthawks»                                         | Эллисон Андерс     | Майкл Грасси                         | 18 октября 2017 | T13.20802   | 1,76                |
| Арчи подозревает, что убийство мисс Гранди и нападение на отца совершены одним и тем же человеком, и пытается купить оружие. Поп пытается удержаться на плаву после нападения и раздумывает над продажей кафе. Втайне от Вероники Хиром покупает его кафе. Джагхед узнаёт, что отцу грозит срок 15 лет тюремного заключения и просит Пенни Пибоди, юриста и заклинательницу Змеев, ему помочь. Школьники в лесу решают попробовать новый вид наркотиков, и их застаёт человек, пытавшийся убить Фреда Эндрюса. |            | |                    |                                      |                 |             |                     |
| 16 | 3          | «Глава шестнадцатая: Лесной наблюдатель» «Chapter Sixteen: The Watcher in the Woods»                   | Кевин Салливан     | Росс Максвелл                        | 25 октября 2017 | T13.20803   | 1,62                |
| Кевин находит в лесу Мидж и Муса, защитившего её от пули. После инцидента Арчи решает собрать группу бдительности для патруля улиц и защиты студентов. Куперы получают письмо от Чёрного Капюшона, в котором он берёт на себя ответственность за нападения и убийство мисс Гранди. Полли уезжает из города в надежде спасти детей. Джагхед начинает ходить в школу Саутсайда и работать в школьной газете, где знакомится с Тони Топаз. Хайром поддерживает идею Арчи с группой бдительности, и они выпускают видео с целью привлечения внимания Чёрного Капюшона. |            | |                    |                                      |                 |             |                     |
| 17 | 4          | «Глава семнадцатая: Город, который боялся заката» «Chapter Seventeen: The Town That Dreaded Sundown»   | Эллисон Андерс     | Аманда Лэшер                         | 1 ноября 2017   | T13.20804   | 1,51                |
| Видео Арчи приводит к негативным последствиям и директор Школы запрещает группу бдительности. Вероника, узнав о планах Арчи самостоятельно убить Чёрного Капюшона, пытается убедить его избавиться от оружия. Бетти получает письмо от Чёрного Капюшона, из которого узнаёт, что её речь на юбилее города вдохновила убийцу на поступки и даёт ей шифр. При помощи Джагхеда она разгадывает зашифрованную записку и пытается спасти мэрию города. Позже Бетти звонит сам Чёрный Капюшон. |            | |                    |                                      |                 |             |                     |
| 18 | 5          | «Глава восемнадцатая: Когда звонит незнакомец» «Chapter Eighteen: When a Stranger Calls»               | Эллен С. Прессман  | Аарон Аллен                          | 8 ноября 2017   | T13.20805   | 1,47                |
| Чёрный Капюшон угрожает смертью сестре Бетти и вынуждает её порвать связи с Вероникой и Джагхедом. Хайром приглашает в город семью своих старых знакомых. Джагхед пытается сорвать планы группы по захвату администрации города и вступает в группу, чтобы это предотвратить. Сын семьи знакомых Хайрома накачивает Шерил наркотиками и пытается изнасиловать, однако Вероника и "Кошечки" успевают его остановить. Чёрный Капюшон звонит Бетти и просит её назвать имя грешника, которого он должен убить... |            | |                    |                                      |                 |             |                     |
| 19 | 6          | «Глава девятнадцатая: Доказательство смерти» «Chapter Nineteen: Death Proof»                           | Мэгги Кили         | Тесса Ли Уильямс и Арабелла Андерсон | 15 ноября 2017  | T13.20806   | 1,43                |
| Чёрный Капюшон заставляет Бетти узнать о личности Сахарного человека, поставляющего наркотики в город. Арчи спасает Джагхеда в школе Саутсайда во время неожиданной облавы во главе с мэром МакКой и шерифом Келлером. Помощник отца Джагхеда заключает соглашение с бандой, поставляющей наркотики в город. Мать Шерил рассказывает ей о человеке, которого называют Сахарным человеком, а та рассказывает Бетти. Его неожиданно арестовывают, а через некоторое время его находят мёртвым... |            | |                    |                                      |                 |             |                     |
| 20 | 7          | «Глава двадцатая: Сказки с тёмной стороны» «Chapter Twenty: Tales from the Darkside»                   | Дон Вилкисон       | Джеймс Девилль                       | 29 ноября 2017  | T13.20807   | 1,45                |
| После убийства Филипса, Чёрный Капюшон оставляет письмо, в котором говорит, что если в течение 48 часов кто-то из жителей согрешит, то он снова совершит убийство. Джагхеду приходится поучаствовать в доставке наркотиков, чтобы помочь освободить отца из тюрьмы. Джози начинает получать странные подарки от тайного поклонника. Бетти начинает подозревать шерифа Келлера, однако впоследствии понимает, что он не причастен к Чёрному Капюшону. Вероника и Бетти обнаруживают, что у него интрижка с мэром Маккой. Чёрный Капюшон сообщает, что жители города не выполнили его просьбу... |            | |                    |                                      |                 |             |                     |
| 21 | 8          | «Глава двадцать первая: Дом Дьявола» «Chapter Twenty-One: House of the Devil»                          | Кевин Салливан     | Иоланда Лоуренс                      | 6 декабря 2017  | T13.20808   | 1,48                |
| ЭфПи освобождают из тюрьмы, он начинает работать в кафе у Попа. Джагхед и Бетти решают устроить прощальную вечеринку ЭфПи. Арчи и Вероника разгадывают загадку с преступлением, совершённым в городе много лет назад. Найдя дом убитых, они обнаруживают, что остался жив один из членов семьи, который может иметь причастность к Чёрному Капюшону. Им оказывается уборщик школы Джозеф Свенсон, который также не является Чёрным Капюшоном. ЭфПи решает остаться в группе Змеев, узнав о том, что Джагхед оказал услугу Пибоди. Джози начинает замечать другую сторону Шерил. Джагхед хочет защитить Бетти и расстаётся с ней. |            | |                    |                                      |                 |             |                     |
| 22 | 9          | «Глава двадцать вторая: Тихая ночь, смертельная ночь» «Chapter Twenty-Two: Silent Night, Deadly Night» | Роб Сейденгланц    | Шепард Бушер                         | 13 декабря 2017 | T13.20809   | 1,43                |
| Фред получает счёт из больницы на 86 тысяч долларов. Пытаясь убедить родителей помочь отцу Арчи, Вероника узнаёт о том, что Хайром тайно купил кафе и заставляет родителей посвятить её в семейные дела и помочь Эндрюсу. Джагхед собирает группу единомышленников для противостояния Пибоди. Бетти получает посылку с отрезанным пальцем уборщика Свенсона. Позже Чёрный Капюшон звонит ей и Арчи и просит найти Свенсона в лесу. Не найдя уборщика, они встречают Чёрного Капюшона, который заставляет Бетти закопать Арчи заживо, однако всё идёт не по плану. |            | |                    |                                      |                 |             |                     |
| 23 | 10         | «Глава двадцать третья: Школьные джунгли» «Chapter Twenty-Three: The Blackboard Jungle»                | Тим Хантер         | Бритта Лундин и Брайан И. Патерсон   | 17 января 2018  | T13.20810   | 1,44                |
| Семья Лодж покупает территорию, где расположена старшая школа Саутсайда. Из-за этого Джагхед и другие змеи переходят в старшую школу Ривердейла. К Арчи обращается Агент ФБР Адамс, который просит его найти доказательства преступных дел Хайрома. Арчи соглашается помочь в обмен на то, что Фред и Вероника не пострадают. Арчи отправляется к Нику, который разбил ноги в автокатастрофе. Несмотря на возражения Хэла, Бетти отыскала своего брата, Чика, но он отказывается идти с ними. Когда Бетти решила вернуться к нему, она спасает брата от нападения, отвозя Чика в дом Куперов. Джагхед, следуя советам ЭфПи, заставляет своих змеев залечь на дно. Арчи рассказывает Адамсу, что он сомневается - действительно ли Свенсон был Чёрным Капюшоном. |            | |                    |                                      |                 |             |                     |
| 24 | 11         | «Глава двадцать четвёртая: Рестлер» «Chapter Twenty-Four: The Wrestler»                                | Грегг Араки        | Грег Мюррей и Девон Тёрнер           | 24 января 2018  | T13.20811   | 1,39                |
| Приближается День памяти Пикенса, основателя Ривердейла. Арчи пытается попасть в команду рестлеров, чтобы произвести впечатление на Хайрома, обожающего рестлинг. Бетти узнаёт, что Чик является мальчиком по вызову. Джагхед беседует с дедушкой Тони для своей новой статьи, где узнаёт, что банда змеев была когда-то убита Пикенсом по заказу Блоссомов. Он публикует эту историю, усиливая напряжённость в городе. На празднике в честь дня Пикенса Змеи протестуют против праздника, но Хайром смог всех успокоить. Ночью Арчи встречается с Хайромом, который предлагает ему деловое предложение. Арчи соглашается. На следующее утро мэр МакКой, шериф Келлер и Хайром Лодж встречаются у обезглавленной статуи Пикенса. |            | |                    |                                      |                 |             |                     |
| 25 | 12         | «Глава двадцать пятая: Нечестивые и божественные» «Chapter Twenty-Five: The Wicked and the Divine»     | Рэйчел Талалэй     | Роберто Агирре-Сакаса                | 31 января 2018  | T13.20812   | 1,34                |
| Приближается конфирмация Вероники, в результате чего многие члены семьи Лодж и деловые партнёры Хайрома приезжают в Ривердейл. Во время игры в покер с Хайромом и его партнёрами Арчи узнаёт, что Хайром - мафиози, и его коллеги планируют убрать его от дел после конфирмации. Арчи предупреждает Хайрома, и позже при загадочных обстоятельствах умирает один из заговорщиков. Между тем, мэр МакКой собирается закрыть трейлерный парк, где обитают Змеи. Джагхед и Бетти узнают, где находится голова от статуи Пикенса, которую отрубил ТэллБой. Во время допроса в баре Змеев ТэллБой рассказал, что Хайром Лодж подговорил его поднять бунт среди Змеев. ТэллБой хотел направить все подозрения на Джагхеда и ЭфПи, чтобы стать лидером. Бетти и Джагхед сходятся. Странный человек приходит в дом Куперов, который спрашивает Чика. Когда Бетти возвращается домой, она замечает, что Элис вымывает кровь возле убитого человека. |            | |                    |                                      |                 |             |                     |
| 26 | 13         | «Глава двадцать шестая: Сердце-обличитель» «Chapter Twenty-Six: The Tell-Tale Heart»                   | Джули Плек         | Майкл Грасси                         | 7 февраля 2018  | T13.20813   | 1,28                |
| Бетти и Элис прячут тело убитого Чиком мужчины и обращаются за помощью к ЭфПи. Джагхед отправляет голову статуи Пикенса в дом семьи Лодж. Хайром хочет рассекретить отношения мэра МакКой с шерифом Келлером,, однако Вероника успевает предупредить её. МакКой уходит в отставку. Агент Адамс шантажирует Фреда для того, чтобы Арчи рассказал про Хайрома. Но вместо Арчи этого рассказывает всё Хайрому. Водитель семьи Лодж отвозит Арчи в неизвестное место, чтобы встретиться с «боссом», которым оказалась Гермиона. Она рассказывает Арчи, что Адамс на самом деле является одним из людей Хайрома, и это был тест, который Арчи прошёл. Теперь Арчи официально стал членом семьи Лодж. |            | |                    |                                      |                 |             |                     |
| 27 | 14         | «Глава двадцать седьмая: У холмов есть глаза» «Chapter Twenty-Seven: The Hills Have Eyes»              | Дэвид Катценберг   | Росс Максвелл                        | 7 марта 2018    | T13.20814   | 1,26                |
| Хайром предлагает Арчи, Веронике, Бетти и Джагхеду поехать отдохнуть в домике около озера. Шерил расстроена, что её не пригласили, поэтому она рассказывает Джагхеду про поцелуй Бетти и Арчи, что вызывает напряжённость среди друзей. Вероника и Джагхед решают поцеловаться, чтобы сравнять счёты. На утро девочки отправляются в город, а ребята обсуждают тесные связи между четырьмя. В Ривердейле Джози сообщает Кевину об отношениях их родителей. Шерил рассказывает Тони про свою бывшую девушку, отношения с которой были разбиты Пенелопой. Напряжение снова возникает среди друзей, когда Бетти узнаёт, что Хайром купил трейлерный парк и газету Ривердейла. В этот момент в дом врывается группа людей из города и желает его ограбить, но Вероника активирует тихую тревогу. Один из них убежал в лес, и за ним гонится Арчи. В лесу он встречает одного из людей Хайрома, который говорит, что разберётся с вором. Все четверо благополучно возвращаются в Ривердейл. |            | |                    |                                      |                 |             |                     |
| 28 | 15         | «Глава двадцать восьмая: Да будет кровь» «Chapter Twenty-Eight: There Will Be Blood»                   | Марк Пизнарский    | Аарон Аллен                          | 14 марта 2018   | T13.20815   | 1,19                |
| Джагхед продолжает расследовать планы семьи Лодж, но он не может использовать новые находки. Хайром и Гермиона хотят, чтобы Фред баллотировался в мэры. Хэл хочет развестись, а Полли возвращается в Ривердейл. На слушании завещания Клиффорда Блоссома говорится, что одна половина его состояния будет разделена пополам всем, у кого течёт кровь Блоссомов. В это время прибывает брат-близнец Клиффорда Клавдий. Чик отказывается от теста ДНК, поэтому Бетти крадёт его зубную нить. Она обнаруживает, что Чик не тот, за кого он себя выдаёт. После того, как Смитерс рассказал Джагхеду про тюрьму Шэншоу, он и ЭфПи узнают правду о планах Хайрома: он хочет превратить школу Саутсайда в частную тюрьму, а здания, которые строит Фред, будут домами для сотрудников тюрьмы. Семья Лодж вынуждена рассказать Фреду правду, после которой он отказывается баллотироваться за мэром, поэтому о своей кандидатуре объявляет Гермиона. Арчи подвергся ритуалу на крови с Хайромом, пообещав ему полную преданность. Между тем, Клавдий и Пенелопа планируют очистить свой дом, убрав со своего пути бабушку Розу и Шерил, которая подслушала их разговор. |            | |                    |                                      |                 |             |                     |
| 29 | 16         | «Глава двадцать девятая: Основные цвета» «Chapter Twenty-Nine: Primary Colors»                         | Шервин Шилати      | Джеймс Девилль                       | 21 марта 2018   | T13.20816   | 1,16                |
| Джагхед узнаёт, что школа Саутсайда будет превращена в тюрьму, и объявляет голодовку в знак протеста. Хайром ускоряет сроки сноса, но Змеи крепят себя к школе цепями. Фред пытается расторгнуть свой контракт с семьёй Лодж. Хайром просит Арчи увести Змей от школы, а в обмен он освободить Фреда. Бетти узнаёт, что отец Чика не Хэл. Пенелопа и Клавдий пытаются убить бабушку Розу, но она выживает. Вероника собирается стать президентом студсовета, но всё оборачивается против неё. Бетти и Джагхед тоже решают идти в президентскую гонку против Вероники и Арчи. Шерил рассказывает Пенелопе, что она знает про их план, поэтому Пенелопа отправляет её к сёстрам милосердия. Фред выходит из контракта и объявил о своей кандидатуре в мэры против Гермионы. |            | |                    |                                      |                 |             |                     |
| 30 | 17         | «Глава тридцатая: Петля затягивается» «Chapter Thirty: The Noose Tightens»                             | Алексис Острандер  | Бритта Лундин и Брайан Е. Патерсон   | 28 марта 2018   | T13.20817   | 0,96                |
| Кандидатура Гермионы в мэры по мнению других мафиози, Ковальски и Мартина, является рискованным шагом, полагая, что это может привести к нежелательному расследованию. Они требуют 25% от доходов тюрьмы, на что Хайром отказывается. Ковальски и Мартин перехватили на свою сторону Адамса, оставив семью Лодж в опасности. Арчи с помощью Реджи и других спортсменов из команды, пугает двоих. В этом время приезжает девушка человека, которого убил Чик. Она требует 10 000 долларов от Куперов, иначе она пойдёт в полицию, но Джагхед и Змеи смогли напугать её и её сообщника. Элис прогоняет Чика. Она решает извиниться перед Змеями за травлю и говорит, что отныне будет защищать Саутсайд. С помощью бабушки Розы, Тони и Вероника узнают, что Шерил была отправлена в монастырь сестёр милосердия. Тони, Вероника и Кевин спасают Шерил. |            | |                    |                                      |                 |             |                     |
| 31 | 18         | «Глава тридцать первая: Запоминающаяся ночь» «Chapter Thirty-One: A Night to Remember»                 | Джейсон Стоун      | Арабелла Андерсон и Тесса Ли Уильямс | 18 апреля 2018  | T13.20818   | 1,10                |
| В старшей школе Ривердейла во всю готовятся к новой музыкальной постановке. Шерил смогла доказать, что она может петь и играть главную роль Кэрри Уайт. Кевин признался Джагхеду, что он получил несколько угроз, требуя, чтобы роль Кэрри была передана, предположительно от Чёрного Капюшона. После нападения на Шерил и отказа её матери на участие Шерил в мюзикле, Кевин отдаёт роль Кэрри Мидж. Между Арчи и Фредом возникают разногласия после того, как Хайром купил Арчи его первую машину. Шерил, облитая кровью, требует от своей матери отказ от опекунства, угрожая спалить ещё один дом. Во время мюзикла из декораций появляется стенка с убитой Мидж и надписями, согласно которым Чёрный Капюшон вернулся. |            | |                    |                                      |                 |             |                     |
| 32 | 19         | «Глава тридцать вторая: Узники» «Chapter Thirty-Two: Prisoners»                                        | Дженнифер Пханг    | Кристин Чамберс                      | 25 апреля 2018  | T13.20819   | 1,17                |
| После похорон Мидж, её мать и Шерил обвиняют шерифа Келлера в неспособности найти Чёрного Капюшона. Ник Сентклер похищает Арчи и требует выкупа от Вероники. Когда её родители не имеют средств и не желают платить, Вероника уезжает с Ником в отель. Арчи умудряется сбежать и направляется в отель к Веронике. Вместе они предлагают выкуп за Ника его родителям. Бетти и Джагхед исследуют прошлое Чика в монастыре сестёр милосердия. Они узнают, что Чик является самозванцем. Джагхед, Элис и Бетти запирают его в подвале и требуют правды. Бетти тайно связывается с Чёрным Капюшоном, который предлагает избавиться от Чика. Она уводит Чика в лес, где узнаёт, что он случайно убил её настоящего брата Чарльза. Бетти оставляет Чика с Чёрным Капюшоном и советует ему бежать. Она говорит Элис, что Чик покинул город. Также Бетти начинает сомневаться в своём отце, который всё это время отсутствовал в доме. Она начинает подозревать, что Хэл — Чёрный Капюшон. |            | |                    |                                      |                 |             |                     |
| 33 | 20         | «Глава тридцать третья: Тень сомнения» «Chapter Thirty-Three: Shadow of a Doubt»                       | Грегори Смит       | Йоланда Э. Лоуренс                   | 2 мая 2018      | T13.20820   | 1,11                |
| Бетти рассказывает Шерил, что Хэл может оказаться Чёрным Капюшоном. Хайром даёт Красному Кругу новое задание - вызвать беспорядки в городе. Мус рассказывает, что у Мидж был роман с Фэнксом - одним из Змеев. Найдено некое тело, которое может быть Чиком. Бетти чувствует себя виноватой за его предполагаемую смерть. Фэнкса арестовывают в школе. В раздевалке между Арчи и Красным Кругом возникает разногласие, Реджи рассказывает, что Хайром платит им. Бетти и Шерил обыскивают квартиру, снятую Хэлом, и находят ту же самую книгу шифра Нэнси Дрю. После атаки Чёрного Капюшона на дебатах Вероника хочет, чтобы её мать прекратила баллотироваться, но она отказывается. Бетти встречает своего отца и договаривается с ним о встрече. Чёрный Капюшон появляется в особняке Шерил. Фэнкса освобождаются из тюрьмы, но около участка во время беспорядка кто-то подстреливает его. |            | |                    |                                      |                 |             |                     |
| 34 | 21         | «Глава тридцать четвёртая: Судная ночь» «Chapter Thirty-Four: Judgment Night»                          | Чери Нолан         | Шепард Баучер                        | 9 мая 2018      | T13.20821   | 1,00                |
| Чёрный Капюшон атакует Шерил. Она добирается до лука и стрел и ранит его. Змеи обвиняют Реджи в убийстве Фэнкса, но стрелком оказывается мать Мидж. Вероника обыскивает кабинет Хайрома, где она находит компромат на Фреда и Гермиону, который мог бы уничтожить кампанию Фреда. Сын убитого мафиози проникает в дом семьи Лодж и нападает на Гермиону и Веронику, но Гермиона достаёт пистолет и убивает незваного героя. Упыри освобождаются из тюрьмы и атакуют закусочную "У Попа". В это время Хэл рассказывает Элис и Бетти, что именно он - Чёрный Капюшон. Хэл арестован. В доме Эндрюсов на Фреда нападёт ещё один Чёрный Капюшон, но его спасает пуленепробиваемый жилет. Бетти и Арчи понимают, что стрелял не Хэл. Пенни Пибоди держит Тони в плену, но Джагхед и Шерил спасают её. Упыри бросают вызов Змеям, и те соглашаются. Джагхед заключает сделку с Пенни - он пожертвует собой и кровопролития не будет. Но Пенни нарушает своё обещание. ЭфПи узнаёт о сделке и направляется в лес. За ним едут Арчи, Бетти, Шерил, Тони и СвитПи. Все прибывают в ужас, когда ЭфПи выносит из лесу окровавленное тело Джагхеда.                         |            | |                    |                                      |                 |             |                     |
| 35 | 22         | «Глава тридцать пятая: Дивный новый мир» «Chapter Thirty-Five: Brave New World»                        | Стивен А. Адельсон | Роберто Агирре-Сакаса                | 16 мая 2018     | T13.20822   | 1,28                |
| Джагхед выживает после нападения. ЭфПи рассказывает, что Упыри победили, а Змей больше нет. Шериф Минетт узнаёт, что вторым Чёрным Капюшоном оказался одним из Змеев по кличке ТэллБой. Шерил подсматривает встречу Пенелопы и Клавдия с Хайромом. Она рассказывает это Веронике, которая устраивает скандал со своей семьёй. Гермиона говорит Веронике, что Хайром должен купить бар "Белый Змей", чтобы реализовать свои планы на Саутсайд. На "Белый Змей" замышляется нападение. Джагхед, Арчи и Шерил проводят Змеев к северу, где им предложили убежище. Вероника покупает бар и желает обменять его на закусочную Попа. ЭфПи официально уходит из Змей, передав Джагхеду звание короля, который позже просит Бетти стать его королевой. Шерил присоединяется к Змеям. Гермиона выигрывает выборы. Хайром встречается с некоторыми людьми (Пенни, Пенелопа, Клавдий, Минетт и лидер Упырей), и они обсуждают планы Саутсайда. Арчи был выбран президентом студенческого совета, но во время его инаугурации его арестовывает шерифом Минетт, по приказу Хайрома, за убийство вора, который хотел ограбить домик у озера.                                  |            | |                    |                                      |                 |             |                     |

### Сезон 3 (2018—2019)
| № общий | № в сезоне | Название                                                                                              | Режиссёр          | Автор сценария                       | Дата премьеры   | Произв. код | Зрители в США (млн) |
| --- | ---------- | --- | ----------------- | ------------------------------------ | --------------- | ----------- | ------------------- |
| 36 | 1          | «Глава тридцать шестая: День труда» «Chapter Thirty-Six: Labor Day»                                   | Кевин Салливан    | Роберто Агирре-Сакаса                | 10 октября 2018 | T13.21251   | 1,50                |
| Перед выпускным годом в школе проходит последнее слушание по делу Арчи Эндрюса. Время у присяжных есть до вторника. Арчи решает провести эти каникулы с друзьями у реки Свитуотер. Упыри похитили собаку змеев Ход-дога, в надежде на приход Джагхеда, но их план рушиться присутствием Шерил. Пенни предупреждает, что северная часть Ривердейла теперь в опасности. Начинает суд, где Арчи, чувствуя свою вину, соглашается на уменьшение своего срока в тюрьме, признав её. К Джагхеду прибегает Дилтон Дойли. Он рассказывает о странном существе, именуемым Королём горгулий. После суда Джагхед возвращается домой, но вместо Дилтона, обнаруживает карту с местоположением и рисунок существа. Он едет на указанное место и находит Дилтона и его друга возле оккультного алтаря с высеченными на их спинах символами. Мама Бетти и Полли пытаются помочь Бетти с помощью фермы, в которой они "излечились". Вечером, Бетти обнаруживает сестру и маму возле костра с детьми Полли, парящими в воздухе. |            | |                   |                                      |                 |             |                     |
| 37 | 2          | «Глава тридцать седьмая: Удача и мужские глаза» «Chapter Thirty-Seven: Fortune and Men's Eyes»        | Джефф Вулнаф      | Майкл Грасси                         | 17 октября 2018 | T13.21252   | 1,28                |
| Арчи попадает в тюрьму для несовершеннолетних подростков, где остаётся один без помощи. Во время примирительной игры в тюрьме на заключённых нападает облава по приказу Хайрома Лоджа. Веронике доступ в тюрьму запрещён, но она создала поддельный паспорт, и вместе с компанией "Невиновен" пытается высвободить Арчи. В городе Джагхед и Бетти, пережившая приступ, начинают расследование убийства Дилтона, которое приводит их к загадочным бункеру. Там Дилтон, Бен и Этель Макс играли в странную игру. Расспрашивая Этель, у неё случается приступ. В больнице Джагхед и Бетти снова навещают Бена, которой падает из окна на их глазах. Родители друзей встречаются в кабинете мэра. Там они вспоминают ночь, которую поклялись забыть. Но им придётся вспомнить, ведь в опасности их дети. |            | |                   |                                      |                 |             |                     |
| 38 | 3          | «Глава тридцать восьмая: Как сверху, так и снизу» «Chapter Thirty-Eight: As Above, So Below»          | Джефф Хант        | Аарон Эллен                          | 24 октября 2018 | T13.21253   | 1,40                |
| Проведя некоторое время в камере одиночного заключения, Арчи принимает предложение смотритель. Вероника открывает бар. Свою защиту предлагают Пенни и упыри. После подставы от своего отца, Вероника шантажирует его, чтобы он оставил всё в покое. Джагхед соглашается сыграть с Этель в игру, из которой получает правила игры. Бетти хотела узнать больше о ферме, но она узнаёт, что её мать также играла в игру "Грифоны и горгульи". После открытия бара, ЭфПи и Элис находят спрятанную книгу с правилами игры и сжигают её, несмотря на отговоры Джагхеда и Бетти. Они думали, что правила всего одни, но Этель успела подложить каждому ученику правила игры, и скоро больше людей падут перед Королём горгулий. |            | |                   |                                      |                 |             |                     |
| 39 | 4          | «Глава тридцать девятая: Полуночный клуб» «Chapter Thirty-Nine: The Midnight Club»                    | Доун Уилкинсон    | Тесса Ли Уильямс                     | 7 ноября 2018   | T13.21254   | 1,37                |
| Правила игры распространились, как эпидемия, играли все вокруг. Мэр Лодж призывает всех отказаться от игры. Бэтти выясняет, что много лет назад, когда её мать училась в школе Ривердейла, произошла смерть директора такая же, как смерть Дилтона Дойля. Элис соглашается ей рассказать историю: Элис Смит, Гермиона Гомес, Сиера Сэмюэлс, Форсайт Пэндлтон Джонс, Пенелопа Блоссом и Фред Эндрюс, каждый за свои нарушения, в наказание оказываются на 8 часов в одном классе, находят игру "Грифоны и горгульи" и решают сыграть. Втягиваются, приходят играть в школу по ночам и образуют "Полуночный клуб", выходят за пределы доски - в коридоры школы и в одну из ночей встречают ещё одну группу игроков Хайрома Лоджа, Тома Келлера, Марти Мэнтла и Дерела Дойли, объединяются с ними в одну большую компанию. Спустя время всем приходят письма-приглашения на ночь вознесения. Хайром приносит наркотики, все, кроме Элис, употребляют и начинают веселиться. Элис идёт в туалет и видит там кубки с монетой, выходит и видит короля горгулий, убегает от него и замечает директора Фэзерхеда, который пришёл проверить их, Элис скрывается и уходит домой. На утро узнаёт, что отец Фреда умер ночью, пока они играли, а директор пропал. Через несколько дней уборщик случайно находит тело директора под лестницей - у него синие губы. Полуночный клуб даёт обещание хранить тайну навсегда, решает уничтожить игру и снова стать незнакомцами. У Бетти возникает куча вопросов, но она обещает Элис не играть в игру. Бежит в бункер, чтобы рассказать всё Джагу, и застаёт его там с другими змеями за игрой в "Г и Г". |            | |                   |                                      |                 |             |                     |
| 40 | 5          | «Глава сороковая: Великий побег» «Chapter Forty: The Great Escape»                                    | Пэм Романовски    | Грэг Мюррей и Эйс Хэйсан             | 14 ноября 2018  | T13.21255   | 1,25                |
| Джагхед со змеями с головой уходят в игру. Арчи с товарищами по боям пытаются сбежать из тюрьмы и попадаются, директор тюрьмы клеймит его. Джаг решает доиграть и свергнуть короля горгулий, проводит для Бетти аналогию игры и города. Бэтти рассказывает друзьям о прошлом родителей, их игре в Г и Г и просит разузнать подробности. Джага отец ругает за пристрастие к игре и рассказывает свою версию происшествий "Полуночного клуба". Змеи хотят играть в Г и Г вне карты, Джаг запрещает, доказывает, что он - хозяин их игры и решает сделать задание. Вероника просит Элио провести её в тюрьму к Арчи и попадает на бои, решает устроить побег и просит друзей помочь. Арчи ужинает с директором тюрьмы и узнаёт как сфабриковали его дело и где скрываются свидетели ложных показаний. Перед боем Хоакин ранит Арчи ножом, начинается бой с Псом, Арчи сбегает при помощи друзей. В это время в бункере Джаг и змеи играют в задание по спасению красного паладина. В Бункер падает Арчи. Все собираются и дают клятву молчать о нахождении Арчи и постоянно дежурить с ним. Остаются Бэтти и Джаг. Бэтти отправляет Джага отдохнуть, по дороге домой он видит короля горгулий. |            | |                   |                                      |                 |             |                     |
| 41 | 6          | «Глава сорок первая: Охотник» «Chapter Forty-One: Manhunter»                                          | Рейчел Тэлелей    | Кристин Чэмберс                      | 28 ноября 2018  | T13.21256   | 1,27                |
| Бэтти и Джаг начинают расследование, чтобы ответить на вопросы кто убил директора много лет назад и кто убивает сейчас, кто король горгулий? Джаг со змеями находит Хоакина, допрашивают и выясняют, что клейм Арчи значит "жертва". Спустя время змеи у себя в логове находят Хоакина мёртвым с таким же клеймом на лбу. У Арчи воспаляется рана и Кевин доставляет его к доктору, оттуда они направляются вместо, где скрываются свидетели обвинения Арчи, но находят их мёртвыми. Арчи понимает, что Хиром Лодж не оставит его в покое и решает уходить из Ривердейла. Вероника просматривает видео допроса Арчи и понимает, что оно смонтировано, отыскивает полную версию и передаёт её адвокату - Арчи оправдывают. На Бэтти с мамой в дома нападает король горгулий, и Элис решает, что поедет на ферму, т.к. в дома оставаться опасно, а Бэтти сдаёт сёстрам милосердия. В это время Арчи покидает город с Джагом. |            | |                   |                                      |                 |             |                     |
| 42 | 7          | «Глава сорок вторая: Мужчина в чёрном» «Chapter Forty-Two: The Man in Black»                          | Алекс Пиллай      | Жанин Салинас Шёнберг                | 5 декабря 2018  | T13.21257   | 1,09                |
| Арчи и Джаг по пути попадают в город и останавливаются в одной из ферм. В городе очень мало людей, нет мужчин и везде символы короля горгулий. Арчи остаётся на ферме помогать, а Джаг идёт делать фотографии, встречает подростков, играющих в Г и Г и употребляющих шипучку, узнаёт от них, что город принадлежит человеку в чёрном и все мужчины работают у него на стройке тюрьмы. Джаг торопиться обратно и спасает Арчи от Хирома Лоджа - человека в чёрном. Вероника не может свести концы и концами в закусочной и решает при помощи Элио организовать ночь казино. От отца она узнаёт о тайном плане Элио и разоблачает его. Бэтти ведёт расследование у сестёр милосердия. узнаёт, что Блоссомы и Хиром Лодж поставляют что-то сёстрам, от Этель она узнаёт, что особо больных сёстры отправляют на встречу к королю горгулий, решает добраться до него любым способом, но её планы рушатся в последний момент. |            | |                   |                                      |                 |             |                     |
| 43 | 8          | «Глава сорок третья: Вспышка» «Chapter Forty-Three: Outbreak»                                         | Джон Кретчмер     | Джеймс де Вилль                      | 12 декабря 2018 | T13.21258   | 1,20                |
| Джагхед и Арчи добираются до матери Джага и остаются у неё, туда наведывается Пенни Пибоди, чтобы захватить Арчи. но мать Джага решает с ней вопрос и выясняет планы Хирома Лоджа, вызывает Фреда Эндрюса, чтобы тот помог Арчи дальше. В школе все лисицы Ривера, кроме Шерилл, пострадали от приступов, после их, кроме Вероники, забрали люди в защитных костюмах для обследования. Бэтти отрезвляет Этель и вместе они спасают всех подопечных сестёр милосердия и сбегают, на выходе им встречается Элис, которая приехала за Бэтти, так как в Ривердейле неспокойно, они слышат сирену. Вероника и Шерилл по просьбе Бэтти врываются на совет по решению судьбы школы после массовых приступов у лисиц, и предъявляют обвинения Хирому, он от всего отбивается, но потом признаётся Веронике, что она права в своих догадках, но всё гораздо масштабнее. Вероника и Шерилл допрашивают Пенелопу Блоссом, которая рассказывает им часть планов, девушки с поддержкой кадетов приходят в мэрию, но опаздывают и слышат сирену. Джаг с отцом возвращаются в Ривердейл, слышат сирену и натыкаются на пост — Ривердейл на карантине — вход и выход запрещены. |            | |                   |                                      |                 |             |                     |
| 44 | 9          | «Глава сорок четвёртая: Выхода нет» «Chapter Forty-Four: No Exit»                                     | Джефф Хант        | Арабелла Андерсон                    | 16 января 2019  | T13.21259   | 1,32                |
| Шерилл и Тони продолжают грабежи и забираются к Лождам - воруют драгоценное яйцо и оставляют следы. Бэтти пытается приютить и успокоить всех детей, которых забрала от сестёр милосердия, но это даётся ей с трудом, вдобавок она узнаёт, что кто-то из змеев распространяет шипучки, в том числе среди её подопечных. Бэтти пытается пристроить детей до суда над сёстрами, но в итоге Элис передаёт детей на ферму. Арчи находится в лесу в Канаде, натыкается на медведя и получает ранение, с трудом добирается до своего жилища и просит оп рации о помощи. Арчи в бреду играет в Г и Г и исправляет ошибки прошлого. Реджи при закупе спиртного натыкается на засаду от банды горгулий, Вероника пытается подкупить отца, но это ей не удаётся. На Джоззи совершается попытка покушения. Джаг узнаёт, кто из змеев торгует шипучкой и почему, понимает, что змеям нужна работа и идёт к Ви, предложить змеев в охрану её дела, взамен Ви просит вернуть яйцо, украденное Шерилл. Шерилл, Тони и Фенкс изгоняются из банды за нарушение кодекса. Змеи спасают доставку спиртного Реджи, Ви, благодарит его поцелуем. Сестёр отпускают за залог от анонимного доброжелателя, Бэтти находит их в школе мёртвых с синими губами. |            | |                   |                                      |                 |             |                     |
| 45 | 10         | «Глава сорок пятая: Незнакомец» «Chapter Forty-Five: The Stranger»                                    | Мэгги Кили        | Брайан Э. Патерсон                   | 23 января 2019  | T13.21260   | 1.12                |
| Арчи умер. Вернулся незнакомец с тёмными волосами, весь в шрамах снаружи и внутри. Бэтти узнаёт, что все её средства Элис перевела в форд фермы. Бэтти узнаёт, что мать подделала подпись отца, чтобы совершить перевод и пытается убедить Хэла помочь ей. Хиром предлагает Клавдию стать шерифом. Все пытаются помочь Арчи подготовиться экзаменам. Бэтти заманивает Арчи на вечеринку, посвящённую его возвращению. Реджи устраивает скандал Веронике из-за возвращения её к Арчи. Бак со змеями нападают на короля горгулий при посвящении Фенкса, им оказывается Верзила. Бак предлагает Арчи быть приманкой, чтобы выманить Хирома. Змеи пытаются поймать человека в чёрном, но всё идёт не по плану. Начинаются экзамены, Арчи понимает, что не сдаст. В Хирома стреляют. Ви подозревает Арчи, они расстаются. Рэджи утешает Ви. Гермиона предлагает FP стать шерифом. |            | |                   |                                      |                 |             |                     |
| 46 | 11         | «Глава сорок шестая: Красный георгин» «Chapter Forty-Six: The Red Dahlia»                             | Грэг Смит         | Девон Тёрнер и Уилл Юинг             | 30 января 2019  | T13.21261   | 1.26                |
| Каждый житель Ривердейла расследует своё дело. Бэтти при помощи отца нападает на след Пенелопы Блоссом, находя её в отеле для удовольствий, и выясняет, что она отравила Клавдия, потому что тот производил наркотики и сливал отходы в реку, отравляя её, что привело к припадкам у многих девочек. Джагхед по поручению Вероники, выясняет, что его отец стрелял в Хирома по просьбе Гермионы, за это она сделала FP шерифом, но потом решила подставить и слить. Джаг подслушал её разговор с любовником - Минеттой и предупредил отца. FP попросил Элис взять интервью, в котором признался, что стрелявший - Верзила, который погиб при задержании. Гермиона решила продать наркобизнес мужа, но Ви опередила её и сожгла лабораторию. В итоге все расследования доведены до конца, но нужна ли правда Ривердейлу, ведь не каждый убийца заслуживает наказания? |            | |                   |                                      |                 |             |                     |
| 47 | 12         | «Глава сорок седьмая: Биззародэйл» «Chapter Forty-Seven: Bizarrodale»                                 | Гарри Ирджан      | Бритта Лундин                        | 6 февраля 2019  | T13.21262   | 0.96                |
| Шерилл бунтует против матери, которая не даёт ей поступить в желаемый колледж, шантажирует её и призывает всех учеников, кто стесняется свей ориентации, перестать это делать. Лось рассказывает отцу и договаривается о свидании с Кевином. Ви решает помочь матери расплатиться с долгом за непроданную лабораторию, и они с Рэджи воруют выручку его отца из мастерской, привозят долг, а там оказывается Глэдис Джонс, которая вернулась в Ривердейл. Арчи везёт Рози на прослушивание, но её не берут в колледж. Всем родителям приходят письма от короля горгулий с призывом "доиграть игру и вознестись", они собираются в школе ночью, но не находят кубков, только пугающую надпись на доске и голову короля и тут понимают, что это уловка, чтобы отвести их от детей. Все в безопасности, кроме Кевина, которого в бункере с лосем захватывает банда горгулий и приводит в лес к королю. Родители спасают их, срывают маску с короля, а под ней - отец Лося, который хотел так вернут его на пусть исправления, потому что в своё время сёстры "излечили" его влечение к Тому Келлеру. Лось покидает Ривердейл. Шерил создаёт новую банду для Тони "ядовитые прелести". |            | |                   |                                      |                 |             |                     |
| 48 | 13         | «Глава сорок восьмая: Реквием по полусреднему весу» «Chapter Forty-Eight: Requiem For a Welterweight» | Тавния МакКирнан  | Майкл Грасси                         | 27 февраля 2019 | T13.21263   | 0.86                |
| Джаг пытается вернуть или завербовать людей в банду змеев, т.к. все девушки ушли к ядовитым прелестям. Глэдис советует ему завербовать горгулий, но Джаг видит, что они погрязли в игре Г и Г. Арчи пытается добыть себе бой и соглашается на предложение Элио - биться с его бойцом и слить бой, Том Келлер отговаривает его, но Арчи не слушает. Элис собирается пройти крещение в ферме, Бэтти находит информацию, что при крещении умирают люди и пытается отговорить Элис. Хиром пытается узнать, что произошло с лабораторией, пока он был в больнице, Вероника платит Глэдис деньгами и информацией, чтобы она молчала об их с Гермионой причастности. Арчи отказывается от уговора с Элио, но всё равно проигрывает бой. Бэтти успевает в последние минуты спасти Элис, но Элис говорит, что прозрела и обрела смысл и предназначение. Вероника спасает мать от гнева отца. Глэдис приводит Джагу горгулий. |            | |                   |                                      |                 |             |                     |
| 49 | 14         | «Глава сорок девятая: Огонь идёт со мной» «Chapter Forty-Nine: Fire Walk with Me»                     | Марисоль Адлер    | Аарон Аллен                          | 6 марта 2019    | T13.21264   | 0.92                |
| Элис продаёт дом, Бэтти мешает ей как может. Джаг пытается найти способ ужиться в банде в гаргульями и найти применение змеям, в итоге FP помогает ему - даёт змеям работу под прикрытием шерифа, а все, кому не нравится- могут покинуть банду. Ядовитым прелестям даёт работу Вероника, которой в подпольно открытом казино мешают работать Хиром и Глэдис - каждый за свои долги, Шерилл работа "прелестей" не понравилась, но Веронике Ядовитые прелести помогли навести порядок. Кевин погрузился в ферму и не хочет общаться с Бэтти, она видит, как он тренируется с огнём в классе химии, а потом ночью в лесу видит его обряд посвящения. Бэтти решает написать об этом статью, но Евелин и Кевин шантажируют её тем, что Элис всё рассказала о преступлениях, и Бэтти приходится молчать. Арчи находит в спортзале мальчика Рикки, который скрывается от горгулий с таким же клеймом жертвы. Арчи берёт его под свою опеку, теряет, находит в логове горгулий и приглашает пожить дома, но позже выясняет, что мальчик охотится на него по заданию игры - убить красного паладина. Рикки ранит Арчи и убегает. в логове горгулий змеи находят странные вещи, расчищают всё и делают штаб змеев. Арчи просит Джага помочь ему во всём разобраться, Бэтти обещает, что они его поддержат, Джаг замечает, что Бэтти слишком спокойная - она позволила себе расслабиться - подожгла дом. |            | |                   |                                      |                 |             |                     |
| 50 | 15         | «Глава пятидесятая: Американские мечты» «Chapter Fifty: American Dreams»                              | Габриэль Корреа   | Роберто Агирре-Сакаса                | 13 марта 2019   | T13.21265   | 0.95                |
| Утренний завтрак семьи Джонс Глэдис завершает прогулкой к их новому дому - дому семьи Купер, который она купила анонимно. Шерилл пытается вернуть себе всё внимание Тони, но ядовитые прелести и работа вызывают новые конфликты между ними. Рэджи совершает ряд поступков, которые ставят под угрозу бизнес Вероники, и она выкупает его машину у Глэдис и разрывает с ним все отношения: и рабочие, и личные. Арчи с Джагом узнают, что Хиром Лодж раздал дюжину карт "Убить красного паладина" и решают вызвать на бой всех, кто желает драться. Арчи побеждает, Хиром решает вернуть ему долг, содействует в проведении боя, даёт подсказки как найти всех желающих драться и отдаёт в качестве компенсации спортзал. Джаг узнаёт, что кто-то возвращает на улицы Ривердейла шипучку и даёт змеям задание - разузнать кто именно. Змеи и Бэтти, узнав от Вероники, говорят Джагу, что это - Глэдис. Джаг пытается поговорить, но Глэдис непреклонна. Все собираются на дне рождения FP, Джаг произносит трогательную речь, не говорит лишнего, но планирует спасти город и выгнать Глэдис из Ривердейла. |            | |                   |                                      |                 |             |                     |
| 51 | 16         | «Глава пятьдесят первая: Большое веселье» «Chapter Fifty-One: BIG FUN»                                | Мэгги Кили        | Тесса Ли Уильямс                     | 20 марта 2019   | T13.21266   | 0.81                |
| В школе планируется мюзикл на божественную тему, который спонсирует ферма, но Шерилл требует у Кевина поставить мюзикл о "Смертельном влечении", где она будет главной героиней. В помощники режиссёра Кевин берёт Эвелин, которая к тому же ведёт практики по раскрепощению перед репетициями, что очень злит Бэтти, хореографом - Тони, что злит Шерилл, у которой с ней разлад в отношениях. В городе проходит кража аптек и пропадает трейлер Джонсов, Джаг понимает, что мать готовит лабораторию и решает уничтожить её. Вероника узнаёт, что родители разъезжаются, Хиром объясняет ей, что это из-за двух покушений на него, организованных Гермионой. Бэтти пытается доказать директору, что ферма - это секта и заманивает учеников, но ей не верят. После отличного выступления и финальной песни Едгар Еверневер встаёт и начинает аплодировать, за ним встают все члены фермы и все понимают, как много их стало и кто уже в рядах фермы. |            | |                   |                                      |                 |             |                     |
| 52 | 17         | «Глава пятьдесят вторая: Рэйд» «Chapter Fifty-Two: The Raid»                                          | Памела Романовски | Грег Мюррей и Эйс Хасан              | 27 марта 2019   | T13.21267   | 0.81                |
| Бэтти пытается доказать, что ферма - секта, и просит Шерилл ей помочь - пойти туда, как желающей вступить. Хиром Лодж решает окончательно развестись с Гермионой, но Вероника предпринимает попытки их помирить, чтобы спасти мать от будущих покушений, как на жену мафиози. Арчи получает звонок из тюрьмы от пса, который просит о помощи. Арчи вызволяет своих друзей из тюрьмы при помощи Вероники и шантажа губернатора, вместе они помогают змеям в борьбе с бандой горгулий и наркоторговлей. Джаг угрожает матери, что шаг за шагом уничтожит её наркобизнес. Бэтти пробирается на ферму, кадет записи разговоров с мамой, сестрой и Шерилл, но теряет Шерилл, как помощника в разоблачении фермы, потому что она вступила в неё из-за того, что ей дают общаться с Джейсоном - её умершим братом-близнецом. Бэтти узнаёт, что Элис дают общаться с Чарльзом - её погибшим сыном, поэтому Бэтти просит устроить ей встречу с Эдгарорм и получает её. |            | |                   |                                      |                 |             |                     |
| 53 | 18         | «Глава пятьдесят третья: Челюсть» «Chapter Fifty-Three: Jawbreaker»                                   | Арабелла Андерсон | Брайан Э. Патерсон                   | 17 апреля 2019  | T13.21268   | 0.80                |
| FP просит Джага помочь в расследовании и прибыть на место убийства Молочного Зуба - друга Арчи из тюрьмы - убитого королём горгулий. Бэтти слушает легенду Эдгара Эверневера о создании фермы, потом его версию происходящих с Элис изменений, но пытается бороться за мать. Арчи с друзьями хочет участвовать в боксёрском турнире Элио и просит Ви помочь ему в этом. Шерилл "поёт дифирамбы ферме" и призывает всех вступать туда. Бэтти пытается доказать Элис, что ферма - секта, и в итоге похищает её в бункер. Спустя время она понимает, что не может переубедить её и, уважая её выбор на исцеление, отпускает обратно в ферму и просит отца подписать документы на развод. Джаг видит в школе девушку, которая бьётся в шипучем психозе от новых наркотиков. Арчи дерётся на ринге с Рэнди, понимает, что он на допинге — горге, с трудом побеждает его. Тони пытается вытащить Шерилл из фермы, от безысходности вступает туда, договариваясь о содействии с Бэтти, чтобы вытащить близких оттуда. Джаг и FP задерживают Кертса при продаже новых наркотиков, но тот угрожает им игрой в Г и Г для всей семьи и расправой над Мармеладкой. |            | |                   |                                      |                 |             |                     |
| 54 | 19         | «Глава пятьдесят четвёртая: Бойся жнеца» «Chapter Fifty-Four: Fear the Reaper»                        | Александра Ля Рош | Джанин Сэлинас Шёнберг и Уилл Юинг   | 24 апреля 2019  | T13.21269   | 0.71                |
| Джагхед, FP и Глэдис садятся с Кертсом играть в Г и Г. Бэтти просматривает досье Эвелин, обнаруживает школы, в которых она училась и выясняет, что ей 26 лет и она жена Эдгара. В конце поединка Арчи побеждает, и Рэнди теряет сознание, в больнице он умирает. Полицейские хватают Арчи, когда тот пытается избавиться от наркотиков, которые ему принёс перед боем Пёс, Элио обвиняет Арчи в дилерстве Рэнди и не выплачивает страховку семье умершего. Бэтти пробирается на ферму при помощи Тони, чтобы забрать племянницу, но попадает на свадьбу Элис и Эдгара, где все пытаются склонить её к вступлению в ферму, Бэтти удаётся сбежать. Джагу с родителями выпадает задание ограбить таверну - т.е. кафе "У Попса", при выполнении задания ранят FP, и он остаётся в кафе. В следующем задании предстоит битва с циклопом - Пенни Пибоди, в бою Глэдис побеждает, но ломает руку и пробивает почку. После доставки её в больницу, Джаг остаётся один, спасает сестру, но Кертс заманивает его в ловушку. Джаг выбирается, видит убитого Кертса, короля горгулий, но сбегает к сестре. Арчи запугивает Элио, забирает у него свой выигрыш и отдаёт семье Рэнди. Семья Джонс прощается с Глэдис. |            | |                   |                                      |                 |             |                     |
| 55 | 20         | «Глава пятьдесят пятая: Выпускной» «Chapter Fifty-Five: Prom Night»                                   | Дэвид Катценберг  | Бритта Лундин и Девон Тёрнер         | 1 мая 2019      | T13.21270   | 0.70                |
| Ви и Би приезжают на место аварии, где перевернулся автобус, перевозивший чёрного капюшона в тюрьму Хирома Лоджа, всех пассажиров признали мёртвыми. Ви устраивает бой Арчи, а его мама устраивает ему смотр для рекрута военной академии - в один день - Арчи не выдерживает. Шерилл является распорядителем школьного бала и агитирует за свою кандидатуру королевы бала, но ферма запрещает ей - Шерилл расстроена. Джаг узнаёт про евангелие Г и Г, находит его. Вместе с Бэтти, змеями и ядовитыми прелестями они решают поймать короля горгулий и по евангелию пытаются сделать засаду, но Бэтти выманивает чёрный капюшон, убивает нескольких ребят и нападает на неё. Бэтти приходит к Элис предупредить и Эдгар убеждает её остаться на ферме. |            | |                   |                                      |                 |             |                     |
| 56 | 21         | «Глава пятьдесят шестая: Тёмный секрет фермы» «Chapter Fifty-Six: The Dark Secret of Harvest House»   | Роб Сейденглэнс   | Кристин Чемберс и Джеймс ДеВилль     | 8 мая 2019      | T13.21271   | 0.74                |
| Патологоанатом подтвердил, что рука, найденная при аварии автобуса, принадлежит Хеллу Куперу и отрезана им самим. Ви узнаёт, что отец хочет купить весь город и он истинный владелец её закусочной и бара, она решает отомстить и просит Арчи помочь. Бэтти при сеансах лечения на ферме узнаёт, что у неё есть тёмная личность, склонная к убийствам, Бэтти решает сбить гипноз и узнаёт, что иллюзии — это игра её сестры, также Бэтти видит огромный шрам от операции у Кевина, появившийся после очищения. Джаг пытается найти того, кто передал Бэтти письмо, узнаёт, что это Рикки и спасает его от вознесения в лесу, затем натыкается на Этель, которая боится смерти от короля горгулий. Арчи вызывает Хирома Ложа на бой, Ви незаметно подбивает его делать ставки в баре, но ставки начинают поступать на смерть Арчи — ФБР успевает до печального конца боя схватить Хирома Лоджа и упрятать его за решётку. Вероника победила. Бэтти узнаёт, что ферма забирает органы — почки у последователей, так как у Эвелин проблемы с почками. Бэтти убеждает Шерилл, вместе они спасают Тони, но Бэтти оказывается на операционном столе. Джаг спасает Этель, вместе они натыкаются на чёрного капюшона, но сбегают, в благодарность Этель говорит Джагу кто король горгулий — это Джейсон Блоссом. |            | |                   |                                      |                 |             |                     |
| 57 | 22         | «Глава пятьдесят седьмая: Выжить этой ночью» «Chapter Fifty-Seven: Survive the Night»                 | Рэйчел Талалэй    | Роберто Агирре-Сакаса и Майкл Грэсси | 15 мая 2019     | T13.21272   | 0.86                |
| Тони добирается до дома Блоссомов, встречает Пенелопу и сообщает ей всё, что знает о ферме, просит спасти Шерилл и падает без чувств после чая. Пенелопа отправляется на ферму и выкупает Бэтти за секунду до того, как ей делают трепанацию. Ви с мамой становятся наследницами всего состояния Хирома Лоджа. Шерилл набрасывается на Эдгара с обвинениями в тот момент, когда Элис пыталась разузнать что происходит: Шерилл запирают в комнате, Элис ничего внятного не говорят, но оповещают, что сегодня вечером вознесение. Джагу, Арчи и Ви приходят письма от короля горгулий с приглашением на ужин и просьбой молчать. Они оказываются в охотничьем доме Блоссомов, к ним спускается Бэтти, приходят чёрный капюшон и король горгулий. Джаг отгадывает, что король горгулий — это Чик с рыжими волосами, которого Пенелопа зовёт Джейсоном. Пенелопа предлагает четверым гостям сыграть в лесу, если они выживут и выберутся, то выиграли, если нет — то родители познают ту боль, которую познала она при смерти Джейсона. Тони будит бабушка Шерилл и призывает её спасти играющих в лесу. Элис спасает Шерилл с близняшкой, которая добирается до дома. Играющие находят в лесу карту красного паладина — Арчи предстоит биться с огромным человеком, одетым в медведя. Арчи побеждает. Следующее задания для чародейки — Ви — выпить со сторонником — Би — 6 кубков по очереди — в оном из них яд. Они выпивают, Пенелопа говорит, что отравлены все кубки и в конце можно найти противоядие. Следующее задание для Хэлкастера — битва с королём горгулий — Джаг побеждает. Последнее задания для Бэтти — пистолет с одной пулей и чёрный капюшон напротив. Бэтти стреляет в руку, игра выиграна, Пенелопа убивает Хэла за никчёмность и приказывает горгулиям убить игроков. Они убегают и спасаются под прикрытием змеев и ядовитых прелестей под предводительством Шерилл. Тут все узнают, что в ферме вознесение, направляются туда, а там только Кевин, остальные вознеслись. Бэтти и Джага навещает агент ФБР Смитт, который говорит, что Элис — их агент под прикрытием в ферме и нужно её найти, а также, что он брат Бэти и Джагхеда. Хиром Лодж фабрикует улики и упекает жену за решётку. Бэтти, Джаг, Арчи и Вероника сидят в Попс с коктейлями и клянутся… На момент показывают время через год: Арчи, Ви и Би стоят возле костра, сжигают шапку Джага и клянутся доучиться, разойтись и больше не встречаться…, что будут друзьями на век. |            | |                   |                                      |                 |             |                     |

### Сезон 4 (2019—2020)
| № общий | № в сезоне | Название | Режиссёр           | Автор сценария                   | Дата премьеры   | Произв. код | Зрители в США (млн) |
| --- | ---------- | --- | ------------------ | -------------------------------- | --------------- | ----------- | ------------------- |
| 58 | 1          | «Глава пятьдесят восьмая: В память» «Chapter Fifty-Eight: In Memorium»                                          | Гаюриэль Корреа    | Роберто Агирре-Сакаса            | 9 октября 2019  | T13.21851   | 1.14                |
| Впервые за долгое время жители Ривердэйла готовятся к празднованию Дня Независимости, но Арчи и его матери не до веселья. Парень обращается за помощью к друзьям, и команда отправляется в небольшое дорожное приключение. Арчи сталкивается с трагической правдой о своём отце. Праздник 4 июля оказывается омрачён горем, но герои посвящают торжества погибшему горожанину. |            | |                    |                                  |                 |             |                     |
| 59 | 2          | «Глава пятьдесят девятая: Быстрые времена в Ривердейле» «Chapter Fifty-Nine: Fast Times At Riverdale High»      | Памела Романовски  | Майкл Грасси и Уилл Юинг         | 16 октября 2019 | T13.21852   | 0.80                |
| Первый день в школе приносит героям новые испытания. Когда директор отменяет танцы, подростки находят другой способ повеселиться. Бетти и Чарльз всерьёз берутся за Кевина и узнают кое-что о старых врагах. Арчи и Реджи решают противостоять отцу последнего, а Баклану выпадает шанс попасть в другое учебное заведение. |            | |                    |                                  |                 |             |                     |
| 60 | 3          | «Глава шестидесятая: Собачий полдень» «Chapter Sixty: Dog Day Afternoon»                                        | Грэгори Смит       | Эйс Хасан и Грэг Мюррей          | 23 октября 2019 | T13.21853   | 0.87                |
| Баклан устраивается в новой школе, а Шэрил должна опознать тело Джейсона. Арчи пытается собрать деньги на ремонт спортивного зала, в то время как Вероника решает избавиться от мрачной тени своей семьи. Бетти и Чарльз продолжают работать против секты, но по возвращении домой девушку ожидает новый таинственный сюрприз. |            | |                    |                                  |                 |             |                     |
| 61 | 4          | «Глава шестьдесят первая: Хэллоуин» «Chapter Sixty-One: Halloween»                                              | Эрин Филли         | Джанин Салинас Шенберг           | 30 октября 2019 | T13.21854   | 1.49                |
| Накануне Хэллоуина все жители Ривердэйла получают таинственные видеокассеты, которые повергают своих адресатов в ужас. Шерил заново прощается с братом и узнаёт страшную семейную легенду. Баклана плохо принимают в новой школе, Арчи устраивает вечеринку в общественном центре, а Вероника подвергается опасности в собственном баре. |            | |                    |                                  |                 |             |                     |
| 62 | 5          | «Глава шестьдесят вторая: Свидетель обвинения» «Chapter Sixty-Two: Witness For The Prosecution»                 | Гарри Джейрджан    | Дэвон Тёрнер                     | 6 ноября 2019   | T13.21855   | 1.48                |
| Начинаются судебные процессы по делам Гермионы и Хирама, и Вероника решает сделать всё возможное, чтобы мать девушки признали невиновной. Арчи и Монро вынуждены защищать общественный центр от нападок Доджера, а Бетти и Кевин отправляются на курсы для молодых агентов ФБР. Баклан узнаёт больше о своей любимой детской книге и решает повлиять на судьбу произведения. |            | |                    |                                  |                 |             |                     |
| 63 | 6          | «Глава шестьдесят третья: Потомственный» «Chapter Sixty-Three: Hereditary»                                      | Габриэль Корреа    | Джеймс ДеВилль                   | 13 ноября 2019  | T13.21856   | 1.50                |
| Благородное дело Арчи оказывается под угрозой, а Гермиона и Хирам получают свободу. Смирится ли Вероника с новыми обстоятельствами? Баклан продолжает своё расследование, пока Шерил и Тони пытаются изгнать призрака из фамильного поместья. Бетти хочет разобраться в прошлом семьи, но каждая новая тайна заставляет девушку сильнее сомневаться в себе. |            | |                    |                                  |                 |             |                     |
| 64 | 7          | «Глава шестьдесят четвёртая: Ледяная буря» «Chapter Sixty-Four: The Ice Storm»                                  | Алекс Пиллай       | Арабэлла Андэрсон                | 20 ноября 2019  | T13.21857   | 1.37                |
| Вынужденные оставаться в четырёх стенах из-за урагана, Бетти и Баклан решают расследовать смерть мистера Чиппинга — но так ли безопасно в опустевшем кампусе? В это время Арчи и Вероника планируют ужин в честь Дня Благодарения в общественном центре, однако не всем горожанам по душе эта идея. Элис и Джонс сталкиваются с четой Лоджей в кафе, а Шерил и Тони пытаются спрятать труп.                                                                                            |            | |                    |                                  |                 |             |                     |
| 65 | 8          | «Глава шестьдесят пятая: На лечении» «Chapter Sixty-Five: In Treatment»                                         | Майкл Гой          | Тесса Ли Уильямс                 | 4 декабря 2019  | T13.21858   | 1.34                |
| Ещё больше таинственных видеокассет появляется на порогах домов горожан. Бетти узнаёт о своих перспективах, что приводит к ссоре с матерью. Арчи решает защитить свою мать от опасности, которая постоянно преследует героя. Шерил приходится обратиться за помощью, а Вероника получает ответ из колледжа. Вместо написания заявлений в университеты Баклан вместе с Бетти расследует убийства членов секретного сообщества.                                                          |            | |                    |                                  |                 |             |                     |
| 66 | 9          | «Глава шестьдесят шестая: Мандарин» «Chapter Sixty-Six: Tangerine»                                              | Габриэль Корреа    | Брайан Е. Патэрсон               | 11 декабря 2019 | T13.21859   | 1.32                |
| Странные телефонные звонки ставят жизнь Бетти под угрозу, когда её тёмное альтер эго решает взять верх над светлой стороной. С Джонсом происходит несчастье, и Арчи вступается за отца своего друга. Пока Вероника разрабатывает план борьбы с Хирамом, Баклан получает награду в школе и отправляется на встречу с дедушкой. Шерил решает поставить точку в отношениях с Пенелопой и Джейсоном.                                                                                       |            | |                    |                                  |                 |             |                     |
| 67 | 10         | «Глава шестьдесят седьмая: Университетский блюз» «Chapter Sixty-Seven: Varsity Blues»                           | Роксанна Бэнжамин  | Аарон Аллен                      | 22 января 2020  | T13.21860   | 0.79                |
| Команда по американскому футболу школы Ривердэйла выходит в финал чемпионата штата, а Бетти беспокоит дурная слава главного соперника — команды школы Стоунуолла. Напряжение накануне матча возрастает, и игра может изменить многое. У Шерил появляется конкурент в группе поддержки, Вероника снова сталкивается лбами с Хирамом, а Баклан совершает шокирующее открытие. |            | |                    |                                  |                 |             |                     |
| 68 | 11         | «Глава шестьдесят восьмая: Телевикторина» «Chapter Sixty-Eight: Quiz Show»                                      | Чэлл Стивен        | Тэд Салливан                     | 29 января 2020  | T13.21861   | 0.73                |
| У школы Ривердэйла появляется ещё один шанс победить Стоунуолл — интеллектуальная игра. Однажды получившая отказ, Бетти неожиданно получает интересное предложение. В это время Вероника и Шерил пытаются скрыть продажу рома от Хирама, но удастся ли им провести опытного мошенника? У Арчи возникают проблемы с Томом, Фрэнк берёт на себя управление строительной компанией, а Кевин находит необычный способ заработка.                                                           |            | |                    |                                  |                 |             |                     |
| 69 | 12         | «Глава шестьдесят девятая: Человек чести» «Chapter Sixty-Nine: Men of Honor»                                    | Катриона МакКензи  | Ариана Джексон                   | 5 февраля 2020  | T13.21862   | 0.65                |
| Бетти, которую отстранили от учёбы на неделю, решает вернуться к расследованию убийства мистера Чиппинга и обращается за помощью к Элис. К Арчи приходит армейский друг отца, но стоит ли доверять незнакомцу? Вероника встречается с подругой из Нью-Йорка, Тони, Кевин и Фэнгс пытаются защитить Шерил, а Бетти начинает подозревать миссис Чиппинг. |            | |                    |                                  |                 |             |                     |
| 70 | 13         | «Глава семидесятая: Мартовские иды» «Chapter Seventy: The Ides of March»                                        | Клаудия Ярми       | Эван Кайл и Крисси Марун         | 12 февраля 2020 | T13.21863   | 0.65                |
| Несчастья падают на Баклана одно за другим: истекает контракт с братьями Бакстерами, героя изгоняют из закрытого общества, его заявку на поступление в Йелль объявляют плагиатом, а Брет угрожает опубликовать секс-видео с Бетти. Ситуация может разрешиться во время праздника в лесу, куда друзья отправляются в полном составе в надежде повеселиться. |            | |                    |                                  |                 |             |                     |
| 71 | 14         | «Глава семьдесят первая: Как избежать наказания за убийство» «Chapter Seventy-One: How to Get Away with Murder» | Джеймс ДеВиль      | Арабелла Андерсон                | 26 февраля 2020 | T13.21864   | 0.67                |
| После смерти Баклана Бетти, Арчи и Вероника сжигают его шапочку и свою одежду в лесу, и по возвращении домой каждый рассказывает свою версию произошедшего ночью. Бетти ничего не помнит и решает установить прослушку в школе Стоунуолл. Элис и Джонс ищут мобильный телефон Баклана, в лес отправляется поисковая группа, а Чарльз вмешивается в ход расследования. |            | |                    |                                  |                 |             |                     |
| 72 | 15         | «Глава семьдесят вторая: Умереть во имя» «Chapter Seventy-Two:To Die For»                                       | Шеннон Коли        | Роберто Агирре-Сакаса            | 4 марта 2020    | T13.21865   | 0.66                |
| Смерть Баклана по-разному сказывается на жителях города. Элис собирается снять документальный фильм, для чего ей предстоит провести собственное расследование. Джонс находит новых подозреваемых, Бетти организует похороны, а Шерил устраивает уголок памяти в школе. Горе Бетти сближает её со старым другом, а Эрмоса начинает подозревать Донну. |            | |                    |                                  |                 |             |                     |
| 73 | 16         | «Глава семьдесят третья: Запертая комната» «Chapter Seventy-Three: The Locked Room»                             | Тесса Блейк        | Аарон Аллен                      | 11 марта 2020   | T13.21866   | 0.66                |
| Баклан и Бетти собирают в одной комнате всех студентов Стоунуолл и одного чужака, чтобы окончательно разъяснить тайну цепочки смертей, связанных с этой школой. Когда правда всплывает на поверхность, жизнь всех героев меняется, и многим участникам событий придётся навсегда покинуть Ривердэйл. Команда друзей готовится спокойно встретить окончание школы. |            | |                    |                                  |                 |             |                     |
| 74 | 17         | «Глава семьдесят четвёртая: Опасный городок» «Chapter Seventy-Four: Wicked Little Town»                         | Антонио Негрет     | Тесса Уильямс                    | 15 апреля 2020  | T13.21867   | 0.54                |
| Жители Ривердэйла продолжают получать видеозаписи со слежкой за их домами, и Баклан углубляется в расследование происхождения странных кассет, несмотря на настойчивые попытки Бетти помочь ему с учёбой. В это время в школе готовятся к шоу талантов, но видение директора и желания школьников не совпадают. Хирам пропускает обязательные встречи, а Бетти и Арчи снова сближаются.                                                                                                |            | |                    |                                  |                 |             |                     |
| 75 | 18         | «Глава семьдесят пятая: Линчианская» «Chapter Seventy-Five: Lynchian»                                           | Стивен А. Адельсон | Ариана Джексон и Брайан Патерсон | 29 апреля 2020  | T13.21868   | 0.66                |
| Чарльз углубляется в расследование происхождения таинственных видеозаписей и обнаруживает магазин, в котором находит очень важную кассету. Кевин объединяется с Тони, Фэнгсом и Реджи, чтобы попробовать заработать на своих видео, но стоит ли герою доверять этим парням? Когда бизнес Шерил и Вероники оказывается под угрозой, на помощь приходит неожиданный человек. |            | |                    |                                  |                 |             |                     |
| 76 | 19         | «Глава семьдесят шестая: Убить мистера Хани» «Chapter Seventy-Six: Killing Mr. Honey»                           | Мэдхен Амик        | Тед Салливан и Джеймс ДеВиль     | 6 мая 2020      | T13.21869   | 0.65                |
| Когда мистер Хани отменяет выпускной, друзья решают сделать всё возможное, чтобы вернуть главное событие в школьной жизни. А с Реджи происходит несчастье. Джагхэд получает письмо из университета Айовы. Ректор учебного заведения просит его написать историю, основанную на собственной фантазии. В итоге Джонс придумывает рассказ о похищении нового директора школы... А Бэтти решает отыскать источник новой видеозаписи, который приводит её и Баклана в таинственное место... |            | |                    |                                  |                 |             |                     |

### Сезон 5 (2021)
| № общий | № в сезоне | Название                                                                                          | Режиссёр           | Автор сценария                | Дата премьеры    | Произв. код | Зрители в США (млн) |
| --- | ---------- | ------------------------------------------------------------------------------------------------- | ------------------ | ----------------------------- | ---------------- | ----------- | ------------------- |
| 77 | 1          | «Глава семьдесят седьмая : Кульминация» «Chapter Seventy-Seven: Climax»                           | Памела Романовски  | Эйс Хасан и Грег Мюррей       | 20 января 2021   | T13.22701   | 0.63                |
| Школьные друзья получают загадочные видеокассеты, на которых люди в масках совершают чудовищные преступления. На одной из записей неизвестные жестоко расправляются с бывшим директором школы, однако выясняется, что с мужчиной всё в порядке, это была лишь постановка. Бетти и Джагхед ведут собственное расследование, в ходе которого выясняется много интересного. Хайрам Лодж, кажется, начинает восстанавливаться после болезни. И в этом ему помогают тренировки, правда, не совсем обычные. Арчи активно готовится к поступлению в Военно-морскую академию, но выясняется, что вместе с ним на одно место претендует ещё один человек – Кей О'Келли. Вероника предлагает парням сразиться в честном бою на боксёрском ринге, победитель получит место в академии. Бабушка Тони Топаз узнаёт, что она встречается с Шерил Блоссом, представительницей влиятельного клана, который лишил их племя всего. Между Вероникой и Арчи состоялся непростой разговор, после которого их отношения уже не могут быть такими, как прежде. |            |                                                                                                   |                    |                               |                  |             |                     |
| 78 | 2          | «Глава семьдесят восьмая: Убийства в стиле преппи» «Chapter Seventy-Eight: The Preppy Murders»    | Габриэль Корреа    | Джанин Салинас и Девон Тернер | 27 января 2021   | T13.22702   | 0.52                |
| О произошедшем между Вероникой и Арчи узнаёт Хайром и решает проучить парня. Кажется, он снова возвращается к старым криминальным привычкам, от чего его семья совсем не в восторге. Вероника и её мать Гермиона требуют от отца подать в отставку и оставить им компанию. В семействе Лодж грядут серьёзные перемены. Шерил созывает семейный совет и предлагает восстановить то, чего их клан лишил племя Уктема, к которому относится Тони. Родственники не хотят идти на примирение, но мать Шерил обещает, что урегулирует вопрос. К двери дома, в котором живёт Джагхед, подбрасывают очередную кассету. Запись сделана накануне ночью, когда все спали. Они теряются в догадках, кем может быть таинственный оператор, ведь все, кто были под подозрением, уже мертвы. Однако одна деталь наводит Джагхеда на мысль, кто может стоять за этими жуткими роликами. Спустя долгое время Арчи находит в себе силы простить человека, который сбил на автомобиле его отца, и даже пишет обращение к судье с просьбой не наказывать парня. |            |                                                                                                   |                    |                               |                  |             |                     |
| 79 | 3          | «Глава семьдесят девятая: Взросление» «Chapter Seventy-Nine: Graduation»                          | Габриэль Корреа    | Роберто Агирре-Сакаса         | 3 февраля 2021   | T13.22703   | 0.54                |
| Друзья готовятся к выпускному – подходит к завершению важный этап их жизни. Каждый из них приносит вещи, которые ассоциируются с проведёнными в школе годами. Внимание Арчи привлекает старый снимок, на котором изображены молодые парни, примерно его возраста, в военной форме. Во время церемонии вручения дипломов его посещают странные видения, навеянные той самой фотографией. После этого он убеждается в правильности своего решения и идёт записываться добровольцем на военную службу. Друзья проводят последний вечер перед выпускным в любимом кафе и обещают друг другу встретиться через год на этом же месте. Шерил сообщает Тони, что не идёт в колледж, а остаётся в городе – она хочет восстановить порушенную её родственниками репутацию семьи Блоссом. Между Бетти и Джагхедом происходит непростой разговор – девушка во всём признаётся своему молодому человеку. Поначалу это никак не отражается на их отношениях, но потом они начинают отдаляться друг от друга. После отъезда Арчи в армию друзья практически перестают общаться, он словно связывал их воедино, а без него всё развалилось. |            |                                                                                                   |                    |                               |                  |             |                     |
| 80 | 4          | «Глава восьмидесятая: Чистилище» «Chapter Eighty: Purgatorio»                                     | Стивен А. Адельсон | Роберто Агирре-Сакаса         | 10 февраля 2021  | T13.22704   | 0.48                |
| Арчи посвятил армии почти семь лет, но был отправлен в отставку после ранения. Возвращается в Ривердэйл и с трудом узнаёт свой родной город – здесь многое изменилось за прошедшие годы, причём, не в лучшую сторону. В подвальном помещении кафе, в котором они с друзьями любили собираться, будучи школьниками, теперь находится бар, им владеет Тони. Бетти учится в Куантико на агента ФБР. В качестве стажёра она уже участвовала в расследованиях. Одно из них закончилось плачевно для неё самой – она попала в плен к маньяку. Ей удалось выжить, но серийного убийцу по её вине упустили. Вероника вышла замуж за обеспеченного и перспективного парня. Он хочет детей и спокойной жизни, а ей нужен драйв от дела, которым она занимается. Писательская карьера Джагхеда на грани провала: несколько лет назад он выпустил роман, который имел огромный успех, издательство требует продолжения, а у молодого человека как назло творческий кризис. Шерил Блоссом все эти годы провела в затворничестве, поскольку верит, что проклята – она пытается восстановить фамильное поместье Торнхилл, чтобы искупить старые грехи её предков. За негативными изменениями, происходящими с Ривердэйлом, стоит Хайрам Лодж – у него большие планы на это место, но для начала его нужно разрушить до основания. Арчи собирает старых друзей и предлагает сделать всё для спасения города, в котором они родились.                                                         |            |                                                                                                   |                    |                               |                  |             |                     |
| 81 | 5          | «Глава восемьдесят первая: Возвращение домой» «Chapter Eighty-One: The Homecoming»                | Стивен А. Адельсон | Майкл Грасси                  | 17 февраля 2021  | T13.22705   | 0.59                |
| Никто из героев не собирается задерживаться в Ривердэйле надолго – Веронику в Нью-Йорке ждёт супруг, Джагхеду нужно дописать книгу, а Бетти пора возвращаться в Куантико. Однако у каждого находятся серьёзные причины остаться и помочь друзьям. Местная школа может не открыть двери для учеников в следующем учебном году, который не за горами: учебное заведение практически лишили финансирования, педагогов катастрофически не хватает, многие работают на нескольких ставках. Про Тони, работающей в школе консультантом, выходит компрометирующая её статья в местной газете, что может неблагоприятно отразиться на решении совета. Дом Арчи наркоманы превратили в притон. Вместе с шерифом – единственным оставшимся полицейским в городе – проводит силовую операцию и отвоёвывает его. На фоне всего происходящего начинает сближаться с Бетти. Ребятам удаётся спасти школу от закрытия, но в ней всё равно не хватает учителей – Джагхед, Арчи, Бетти и Вероника принимают решение самим преподавать, пока не удастся найти подходящих педагогов. Тем временем на заседании решается вопрос о лишении Ривердэйла статуса города. |            |                                                                                                   |                    |                               |                  |             |                     |
| 82 | 6          | «Глава восемьдесят вторая: Назад в школу» «Chapter Eighty-Two: Back to School»                    | Габриэль Корреа    | Ариана Джексон                | 24 февраля 2021  | T13.22706   | 0.60                |
| Ребята, которые теперь работают учителями, неплохо справляются – ученики смотрят на них с интересом, поскольку их методы преподавания весьма прогрессивны. Кроме того, их педагоги принимают активное участие в восстановлении города и привлекают к этому делу школьников. Однако Хайрама Лоджа их успехи не устраивают – это может помешать ему в осуществлении имеющихся на Ривердэйл планов. Тем более Арчи собирает учеников для возрождения «Бульдогов» – школьной футбольной команды, что поможет повысить имидж школы. Бетти беспокоится о сестре Полли – она не выходит на связь уже несколько дней. За это время ей удалось узнать немало нелицеприятных подробностей о жизни девушки, которые та предпочитала скрывать от родных. Проведя небольшое расследование, Бетти вышла на дальнобойщика, который последним общался с её сестрой. Но, поговорив с ним, она понимает: Полли не просто сбежала из дома, она пропала без вести. Тем временем Джагхед начинает собирать материал для нового романа и натыкается на свидетелей неких таинственных событий, происходивших в Ривердэйле много лет назад. |            |                                                                                                   |                    |                               |                  |             |                     |
| 83 | 7          | «Глава восемьдесят третья: Огонь в небе» «Chapter Eighty-Three: Fire in the Sky»                  | Габриэль Корреа    | Тед Салливан                  | 10 марта 2021    | T13.22707   | 0.52                |
| После неприятного происшествия Арчи принимает решение восстановить пожарную станцию. При поддержке Вероники удаётся найти консультанта, который обучит добровольцев, как справляться с огнём. Вскоре волонтёрам, которые едва освоили азы пожаротушения, приходится столкнуться с реальным пожаром. Тем временем у Вероники появляется идея, как можно восстановить экономику города, она призывает учеников помочь ей, но в какой-то момент они саботируют её задумку. Тони вновь собирает «Лисиц» – команду болельщиц. К ним присоединяется Шерил Блоссом, которая впервые за долгие годы решила прервать своё затворничество. Бетти на болотах находит тело неизвестной девушки. Выясняется, что за последние несколько лет по всей округе пропали несколько женщин. Бетти хочет как следует прочесать болота, но эта территория принадлежит Хайрому Лоджу, он планирует строить здесь магистраль и гонит чужаков со своей собственности. Однако помощник Лоджа Реджи советует боссу позволить провести поиски, ведь это сделает его в глазах общественности настоящим героем. Тем временем Бетти узнаёт, что маньяк, заложницей которого она стала, снова вернулся. В город приезжает армейский друг Арчи Эрик. Он сломлен и потерян после всего, что пришлось пережить в армии. Но Арчи удаётся уговорить его остаться и помочь ему восстанавливать Ривердэйл, возможно, в этом он найдёт новый смысл жизни.                                                            |            |                                                                                                   |                    |                               |                  |             |                     |
| 84 | 8          | «Глава восемьдесят четвёртая: Замок и Ключ» «Chapter Eighty-Four: Lock & Key»                     | Рэйчел Талалэй     | Арабелла Андерсон             | 17 марта 2021    | T13.22708   | 0.45                |
| Джагхед пытается найти объяснение загадочному происшествию, которое с ним произошло. В город по его просьбе приезжает профессор антропологии, возможно, она поможет пролить свет на неожиданную находку, которую передала ему бабушка Шерил. Вероника нанимает Арчи, чтобы тот помог сделать ремонт в её квартире. На этом фоне они начинают сближаться, поскольку чувства, которые были между ними много лет назад, так и не погасли. Кевин и Фэнгс собирают друзей и объявляют о важном решении, к которому причастна Тони. Шерил не может смириться с таким поворотом и устраивает вечеринку в необычном формате – участники должны вытягивать ключи и уединяться с тем, кому они принадлежат. Шерил и Тони, наконец, откровенно разговаривают и проясняют, что происходит между ними. Случившееся на вечеринке подсвечивает проблемы в отношениях Кевина и Фэнгса. В доме Куперов раздаётся звонок – это пропавшая несколько недель назад Полли, она молит ей помочь. Бетти и её мама срываются по направлению к телефонной будке, откуда поступил звонок, но, кажется, они опоздали. |            |                                                                                                   |                    |                               |                  |             |                     |
| 85 | 9          | «Глава восемьдесят пятая: Разрушитель» «Chapter Eighty-Five: Destroyer»                           | Роб Шейденгланц    | Эйс Хасан                     | 24 марта 2021    | T13.22709   | 0.46                |
| Бетти пытается смириться со страшной правдой, которая открылась ей у телефонной будки на пустынном шоссе прошлой ночью, откуда позвонила якобы Полли. Арчи пытается восстановить былую славу футбольной команды Ривердэйла, тренирует игроков, однако неудачи следуют одна за другой, к тому же их не поддерживают жители города – на матчи практически никто не ходит. И теперь над командой нависла угроза вылета из лиги округа. За дело берётся Вероника – у неё есть идеи, как можно улучшить имидж команды и даже привлечь новых сильных игроков. Один из учеников Джагхеда иллюстрирует сочинение странным рисунком, и тот пытается выяснить, где парень мог видеть такое, однако это мини-расследование влечёт за собой неприятности. Шерил считает, что из-за её вечеринки пострадали отношения Кевина и Фэнгса и пытается всё исправить. Бетти винит себя в исчезновении сестры, а Джагхед предлагает отвезти её к старику, который живёт на пустынном шоссе, возможно, он что-то видел. Накануне решающего матча команду покидает один из ключевых игроков, однако Арчи и остальные футболисты намерены сделать всё для победы и сохранения места в окружной лиге. |            |                                                                                                   |                    |                               |                  |             |                     |
| 86 | 10         | «Глава восемьдесят шестая: Человек-подушка» «Chapter Eighty-Six: The Pincushion Man»              | Габриэль Корреа    | Крисси Марун                  | 31 марта 2021    | T13.22710   | 0.49                |
| Расследованием исчезновений девушек близ Ривердэйла теперь официально занимается ФБР, а Бетти просят не мешать агентам. Хайром Лодж одержим добычей палладия. Прежнее месторождение уже опустошено и больше не приносит доход, но он знает, что руда ещё есть в шахтах под кленовыми рощами Блоссомов. Его помощник Реджи просит бабушку Шерил продать ему рощу, и та соглашается. Вероника приняла окончательное решение о разводе с мужем, однако тот не соглашается подписать документы и начинает шантажировать девушку. Издатель Джагхеда требует новый роман, а у того, как назло, напрочь отсутствует вдохновение. Единственный способ вызвать музу – принять галлюциногенные грибы, под которыми он писал свой первый роман. Просит Табиту присмотреть за ним во время трипа, однако девушке эта идея категорически не нравится. Шерил узнаёт о сделке своей бабушки, и сообщает Хайрому, что та не имеет права подписи, поэтому рощи всё ещё принадлежат ей как единственной наследнице, но Лодж уже не готов отступать. Некая журналистка сообщает Арчи, что командир, который отправил его на последнюю миссию в Афганистане, подставил солдат. В частной тюрьме, принадлежащей Лоджу, происходит взрыв, в результате которого все заключённые сбегают и начинают бесчинствовать в городе. Арчи узнаёт от других беглых зэков, что им заплатили за разгром Ривердэйла, а особенно школы.                                                                          |            |                                                                                                   |                    |                               |                  |             |                     |
| 87 | 11         | «Глава восемьдесят седьмая: Странные приятели» «Chapter Eighty-Seven: Strange Bedfellows»         | Тесса Блейк        | Аарон Аллен                   | 11 августа 2021  | T13.22711   | 0.38                |
| Беглые заключённые продолжают орудовать в городе, повергая его в хаос. Тем не менее Арчи и друзья начинают восстанавливать школу, чтобы туда могли вернуться ученики. Табита сообщает, что Джагхед пропал после того, как принял галлюциногенные грибы. Веронике удаётся раздобыть редкий камень, который она планирует продать и покрыть долги мужа, но ворвавшиеся в её ювелирный магазин преступники рушат планы. Хайром Лодж, преследуя собственные цели, объявляет крупную награду за поимку беглых зэков. Арчи идёт на дело, чтобы получить деньги и вложить их в ремонт школы. Пути Реджи и его босса расходятся, он встаёт на сторону Арчи и Вероники. Джагхед приходит в себя где-то на окраине города в окружении бездомных. Пытается вспомнить, что с ними произошло в Нью-Йорке – ему нужно туда вернуться. Если удастся восстановить воспоминания о прошлом, это поможет пролить свет на то, что происходит с ним в настоящем. Тем временем ситуация с преступниками выходит из-под контроля – они захватывают в заложники шерифа, губернатора и самого Хайрома Лоджа и требуют отдать им палладий. Арчи собирает группу и идёт на помощь. |            |                                                                                                   |                    |                               |                  |             |                     |
| 88 | 12         | «Глава восемьдесят восьмая: Гражданин Лодж» «Chapter Eighty-Eight: Citizen Lodge»                 | Джеймс ДеВилль     | Неизвестно                    | 18 августа 2021  | T13.22712   | 0.47                |
| Отец Реджи в своё время занял большую сумму денег у Хайрома Лоджа, во многом из-за этого парень пошёл к нему работать. Но теперь у Реджи есть возможность отдать всю оставшуюся сумму долга. После неприятного разговора, состоявшегося между отцом Реджи и Хайромом, Лодж откровенничает о том, как смог сколотить своё состояние и стать самым влиятельным человеком в городе. Отец Хайрома переехал в Ривердэйл, поскольку был одержим палладием. Однако на месте его ждало разочарование, но он с семьёй решил остаться. Работал простым чистильщиком обуви рядом с местной забегаловкой, через время привлёк к этому делу и сына. Парень начинает ухаживать за своей будущей женой Гермионой, но та не хочет связываться с сыном обычного чистильщика обуви. Тогда Хайром устраивается на работу к местному криминальному авторитету и за хорошую службу быстро получает повышение. Отцу Хайрома категорически не нравится, чем занимается его сын и он просит мафиози оставить его семью в покое. Эта встреча впоследствии оборачивается трагедией, которая кардинально меняет жизнь Хайрома. |            |                                                                                                   |                    |                               |                  |             |                     |
| 89 | 13         | «Глава восемьдесят девятая: Бешеные псы» «Chapter Eighty-Nine: Reservoir Dogs»                    | Гэбриел Корреа     | Неизвестно                    | 25 августа 2021  | T13.22713   | 0.47                |
| Бетти отстранена от службы, но всё равно продолжает вести неофициальное расследование пропажи своей сестры и других девушек. Под подозрением все дальнобойщики, каждого из которых приходится проверять на причастность к преступлению. Чтобы ускорить процесс Бетти предлагает Табите устроить в закусочной вечеринку для дальнобойщиков, на которой можно будет собрать информацию о них. Вероника, которую раньше называли «Волчицей с Уолл-Стрит», решила вернуться к агрессивным инвестициям, чтобы как можно скорее рассчитаться с долгами мужа. Реджи теперь работает с ней в ювелирной лавке и предлагает использовать его опыт продаж в торгах на бирже. Эрик страдает от посттравматического синдрома после пережитого на службе в армии, его мучают кошмары и вспышки агрессии. Арчи пытается выбить для бывшего ветерана положенное ему лечение, но натыкается на препятствие. И теперь, кажется, помощь нужна самому Арчи. После вечеринки в закусочной Бетти знакомится с приехавшим уже после закрытия бара дальнобойщиком. Она соглашается поехать с ним и разузнать о нём побольше, поскольку видит кровавый подтёк на баке его большегруза. |            |                                                                                                   |                    |                               |                  |             |                     |
| 90 | 14         | «Глава девяностая: Ночная галерея» «Chapter Ninety: The Night Gallery»                            | Мэдчен Эймик       | Неизвестно                    | 1 сентября 2021  | T13.22714   | 0.36                |
| Эмоциональное состояние Арчи ухудшается, он страдает от кошмаров ночью и галлюцинаций днём. Решает обратиться к специалисту и в терапии рассказывает, что ему довелось пережить на последней операции в Афганистане. Шерил предлагает друзьям спуститься в шахты под кленовой рощей и забрать оставшийся там палладий, пока до него не добрался Хайром Лодж. Под землёй мужчин сталкиваются с непредвиденной ситуацией, после которой приходится отстранить от работы Арчи. Бетти берёт в заложники дальнобойщика и пытается выбить из него признание, однако тот отказывается говорить правду, только усмехается над ней. Джагхед в Нью-Йорке начал посещать группу анонимных алкоголиков, чтобы, наконец, разобраться в себе и восстановить утраченные воспоминания, которые не дают ему покоя. Рассказывает о начале своей писательской карьеры, а также о том, как пристрастился к спиртному. Для него было важно, чтобы на презентацию его первой книги пришла Бетти, она согласилась, но за несколько часов до мероприятия перестала выходить на связь. Это очень расстроило Джагхеда, и он пустился в загул, после которого очнулся в больнице. Несколько дней его жизни выпали из памяти. Он считает, что именно в этих воспоминаниях кроется разгадка его нынешнего состояния. |            |                                                                                                   |                    |                               |                  |             |                     |
| 91 | 15         | «Глава девяносто первая: Возвращение "Кошечек"» «Chapter Ninety-One: The Return of the Pussycats» | Робин Гивенс       | Неизвестно                    | 8 сентября 2021  | T13.22715   | 0.39                |
| Суперзвезда Джози МакКой возвращается в Ривердейл, откуда родом, чтобы получить свежие впечатления и записать новый альбом. Просит директора школы предоставить ей для работы музыкальный класс, тот соглашается, но при одном условии – исполнительница должна провести мастер-класс для учеников. Табита хочет расширять свой бизнес и открыть сеть закусочных по всей стране. Этой идеей интересуется Вероника и даже привлекает потенциального инвестора. Ксандра Кебот готова вложить деньги в развитие кафе, но у неё есть условия, на выполнение которых не может пойти Табита – это связано с историей семейного заведения, которую девушка не готова предать. Арчи предлагает Джози устроить благотворительный концерт, чтобы привлечь внимание к городу. Но у девушки есть претензии к каждому из бывших друзей, поскольку в школе они не отличались примерным поведением по отношению к ней. Также в город прибывают старые подруги Джози, Валери и Мелони, с которыми они когда-то вместе выступали, но расстались не очень красиво. После разговора с мамой внутри Джози что-то меняется, она больше не готова упускать ни единого шанса. Предлагает старым подругам устроить большой благотворительный концерт, все вырученные средства от которого пойдут на восстановление города. Выступление «Кошечек» настолько вдохновило Джози, что она предложила девушкам отправиться вместе с ней в тур по городам Америки.                                          |            |                                                                                                   |                    |                               |                  |             |                     |
| 92 | 16         | «Глава девяносто вторая: Братья по оружию» «Chapter Ninety-Two: Band of Brothers»                 | Робин Гивенс       | Неизвестно                    | 15 сентября 2021 | T13.22716   | 0.45                |
| Арчи продолжает страдать из-за гибели взвода, которым он командовал во время последней операции в Афганистане. Он узнаёт, что генерал, который отправил на верную смерть группу солдат, уходит с почестями на пенсию, и не готов смириться с такой несправедливостью. Джагхед продолжает посещать собрания анонимных алкоголиков и хочет извиниться перед каждым из друзей за выходки, которые вытворял в прошлом. Муж Вероники, Чед, говорит, что у него есть бизнес-идея, которая поможет закрыть все долги в кратчайшие сроки, но девушка ему не верит. Вскоре ей звонит представитель биржевой комиссии и сообщает, что её бухгалтерию будут проверять. Веронике нужно срочно привести дела в порядок, и она устраивает аукцион. Арчи впервые рассказывает о том, что с ним произошло на последнем задании и какую роль в случившейся трагедии сыграл генерал Тейлор. Бывший офицер идёт к генералу и требует уйти в отставку тихо и отказаться от почестей, в противном случае он расскажет прессе и военному трибуналу всю правду об операции. Военнослужащий не признаёт свои ошибки, но Арчи намерен идти до конца и добиться справедливого возмездия в память о павших друзьях. Издатель Джагхеда требует рукопись нового романа, иначе его писательская карьера может считаться оконченной. Он припоминает, что делал какие-то наброски во время своего наркотического трипа, но не помнит, что случилось с записями. Джагхед выдаёт за свой роман чужую рукопись. |            |                                                                                                   |                    |                               |                  |             |                     |
| 93 | 17         | «Глава девяносто третья: Танец со смертью» «Chapter Ninety-Three: Dance of Death»                 | Натали Болтт       | Неизвестно                    | 22 сентября 2021 | T13.22717   | 0.35                |
| Маньяк, которого пытается поймать Бетти, залёг на дно, а это говорит о том, что скоро последует следующая серия преступлений, поскольку убийца не может долго обходиться без охоты на новых жертв. У Вероники и Чеда начался бракоразводный процесс, девушка готова оставить мужу всё своё имущество, лишь бы не видеть его. Хайром предлагает Чеду устранить конкурента в лице Арчи и тогда, возможно, Вероника вернётся к нему. Пропала официантка из местной забегаловки. Табита просит Джагхеда и Бетти провести расследование. Они начинают изучать старые дела и натыкаются на новые обстоятельства преступлений, на которые раньше полиция не обратила внимание. Новую информацию даёт и бывший ученик Джагхеда Лерман, который несколько месяцев назад пропал на несколько часов и был обнаружен на пустынном шоссе. В шахтах под кленовой рощей в разгар работ происходит взрыв. Большая часть мужчин успевают выбежать наружу, а Арчи бросается на помощь Эрику и вместе с ним оказывается в каменной ловушке. В произошедшем подозревают Хайрома Лоджа. У них с Вероникой состоялся серьёзный разговор, девушка, наконец, высказала отцу накопленные за много лет обиды. Пропадает ещё одна девушка — ученица Джагхеда и Бетти Бритта. Все следы ведут к старику, который живёт у пустынной дороги. Ребята отправляются туда на поиски, но попадают в ловушку. |            |                                                                                                   |                    |                               |                  |             |                     |
| 94 | 18         | «Глава девяносто четвёртая. Почти норма» «Chapter Ninety-Four: Next to Normal»                    | Рональд Ричард     | Неизвестно                    | 29 сентября 2021 | T13.22718   | 0.25                |
| Бетти и её мама тяжело переживают утрату. Она всячески пытается утешить мать, но та постепенно начинает сходить с ума, не сумев смириться с произошедшим. Вероника и Арчи съезжаются, но девушка не так представляла себе совместную жизнь. Она говорит, какое будущее для себя хочет, но её ожидания не совпадают с видением дальнейшей жизни Арчи. В город приезжают родители Табиты и в очередной раз предлагают вернуться в Чикаго, где её ждёт престижная и хорошо оплачиваемая работа. Табита говорит им, что встречается с Джагхедом, что выводит её отца из себя. Тот вызывает Джагхеда на серьёзный разговор наедине. Тони просит Шерил приютить Бриттани – школьницу отвергают в семье и ей совсем некуда пойти. А Тони чувствует ответственность за девочку, поскольку видит в ней родственную душу. Арчи и Вероника снова возвращаются к разговору о будущем и сходятся на том, что вместе им не построить жизнь, о которой каждый из них мечтает. Зато отношения Тони и Фэнгса ситуация с Бриттани сильно укрепляет и выводит на новый уровень. |            |                                                                                                   |                    |                               |                  |             |                     |
| 95 | 19         | «Глава девяносто пятая. Ривердэйл, покойся с миром (?)» «Chapter Ninety-Five: RIVERDALE: RIP(?)»  | Гэбриел Корреа     | Неизвестно                    | 6 октября 2021   | T13.22719   | 0.36                |
| Веронику больше ничего не держит в Ривердэйле, и она планирует вернуться в Нью-Йорк. Однако агент с Уолл-стрит, с которым она связывается, сообщает, что ей не будут рады после случившегося с Чедом. Бетти теперь официально назначена агентом ФБР и открывает в городе филиал главного офиса. Директор школы предлагает Джагхеду возглавить школьную газету, а в новом учебном году вернуться к преподаванию. Ночью в закусочной Табиты происходит пожар, но огнеборцы не могут оперативно выехать на вызов – кто-то проколол колёса пожарной машины. В случившемся подозреваю Хайрома Лоджа, на это указывают и свидетели. Ребята узнают, что Содейл получил официальный статус города, хотя ещё даже не застроен, а это значит, что территория Ривердэйла будет им аннексирована. Собирают подписи среди жителей, чтобы изменить ситуацию. Реджи находит компромат против Хайрома Лоджа. Ему дают выбор – либо он добровольно покидает город, либо садится в тюрьму. Хайром выбирает первый вариант, но напоследок устраивает нечто такое, после чего Ривердэйл ещё долго не сможет оправиться. |            |                                                                                                   |                    |                               |                  |             |                     |

### Сезон 6 (2021—2022)
| № общий | № в сезоне | Название | Режиссёр   | Автор сценария | Дата премьеры   | Произв. код | Зрители в США (млн) |
| --- | ---------- | --- | ---------- | -------------- | --------------- | ----------- | ------------------- |
| 96 | 1          | «Глава девяносто шестая: Добро пожаловать в Ривервейл» «Chapter Ninety-Six: Welcome to Rivervale»             | Неизвестно | Неизвестно     | 16 ноября 2021  | T13.23301   | 0.33                |
| Табита получает долгожданные ключи от квартиры – они с Джагхедом планируют вместе жить. Однако дом явно не принимает новых жильцов – возлюбленных атакуют полчища насекомых, неведомо откуда взявшихся. Вероника и Редж активно занимаются подготовкой к строительству казино, привлекая к делу инвесторов. Молодой человек опасается, что Веронике тесно в Ривердэйле и вскоре ей обязательно захочется вернуться в Нью-Йорк. Кевин в ночном лесу находит растерзанный труп оленя – судя по всему его принесли в жертву. Бетти хочет провести расследование, но этому противится Шерил, поскольку убийство произошло на священной земле Блоссомов. Арчи выступает на совете города с призывом восстановить кленовые рощи и сделать их собственностью всех жителей, а не только Блоссомов. Шерил не может этого допустить и замышляет диверсию. Арчи и Бетти обсуждают совместное будущее, в том числе детей. Девушка идёт к врачу и тот ставит ей неутешительный диагноз. Она размышляет, как рассказать об этом своему молодому человеку. |            | |            |                |                 |             |                     |
| 97 | 2          | «Глава девяносто седьмая: Истории о привидениях» «Chapter Ninety-Seven: Ghost Stories»                        | Неизвестно | Неизвестно     | 23 ноября 2021  | T13.23302   | 0.34                |
| Реджи вынужден на время оставить совместные с Вероникой проекты и сосредоточиться на работе в автомобильном салоне его отца, который в тяжёлом состоянии попал в больницу. Один из клиентов просит продать машину – точь-в-точь такую, какая была у Реджи в школьные годы. Он выкупает автомобиль и погружается в воспоминания о былых временах. На этом фоне обостряются обиды и недомолвки в отношениях с Вероникой. Табита и Джагхед в своей квартире случайно находят тайную комнату. Оказывается, до них здесь жила молодая пара, Сэм и Диана, и здесь же произошло страшное убийство. Джагхеда, несмотря на всю мрачность, эта история вдохновила – впервые за долгое время он начал работать над новым произведением. А вот Табита, хотя и не верит в призраков, ощущает странное влияние на свой разум – её всё раздражает в возлюбленном настолько, что хочется взять молоток и стукнуть его. В городе происходит серия загадочных нападений на детей. Одна из девочек была убита, и в преступлении обвиняют её мать. В разговоре с Бетти она сообщает, что не делала ничего плохого своему ребёнку, а за убийством малышки стоит Лайорона – дух мести, который охотится на маленьких детей. Агент ФБР скептически относится к такому заявлению, однако Тони удаётся найти больше информации о жутком существе. Девушки приходят к выводу, что призрачная женщина не остановится, пока не получит невинное дитя и решают ей помешать, чего бы это ни стоило.                         |            | |            |                |                 |             |                     |
| 98 | 3          | «Глава Девяносто восьмая: Мистер Сайфер» «Chapter Ninety-Eight: Mr. Cypher»                                   | Неизвестно | Неизвестно     | 30 ноября 2021  | T13.23303   | 0.26                |
| Табита в больнице, куда попал с сердечным приступом её дедушка Теренс Тейт. Является таинственный посетитель, который представляется как мистер Сайфер. Он пришёл забрать душу её родственника. Но, если Табита отдаст ему семейное кафе, он готов оставить Теренса в покое. Вероника и Реджи готовятся к торжественному открытию казино, но в новостях предстоящему событию дают нелестную характеристику. Девушка обещает решить эту проблему. На открытие казино мистер Сайфер также приходит. Восхищается артистическими способностями Кевина, который выступает на мероприятии, и предлагает ему выгодное сотрудничество. Вероника случайно узнаёт, что Реджи уже знаком с мистером Сайфером и некоторое время назад заключил с ним сделку. Чтобы помочь возлюбленному, девушка вынуждена сама вступить в переговоры с визитёром. Джагхед просит мистера Сайфера дать ему интервью. Тот соглашается, но при одном условии. Выход материала производит настоящий фурор – перепечатать его хотят все ведущие СМИ. Активизировался и бывший агент писателя – он хочет снова сотрудничать, просит прислать ему текст новой книгу. Но проблема в том, что Джагхед не может написать ни строчки. И ему приходится снова встретиться с мистером Сайфером, но уже на его условиях. |            | |            |                |                 |             |                     |
| 99 | 4          | «Глава девяносто девятая: Час(ы) ведьм» «Chapter Ninety-Nine: The Witching Hour(s)»                           | Неизвестно | Неизвестно     | 7 декабря 2021  | T13.23304   | 0.27                |
| Шерил готовит бабушку Роуз к необычному обряду: сегодняшняя ночь особенная, поскольку должно произойти редкое явление – к планете приблизится комета Бейли. Такое событие случается раз в несколько десятилетий, поэтому шанс упустить нельзя – от этого обряда зависит не только дальнейшая жизнь самой Шерил, но и всех жителей города. Блоссом обращается к старинному дневнику, в котором описаны трагические события, происходившие с её предками. Одну из её предшественниц обрекли на пожизненное заключение в поместье за то, что она пыталась сделать женщин Ривердэйла независимыми, самим выбирать, хотят ли они вступать в брак и рожать детей. Другая девушка из рода Блоссом поплатилась своим счастьем и была проклята колдуном. На помощь Шерил неожиданно приходит влиятельная ведьма, которая помогает с ритуалом и делает всё, чтобы развеять тёмные чары, веками висящие над женщинами рода Блоссом. При этом выясняется, что Шерил не совсем обычная девушка и все её родственницы, о которых упоминается в дневнике, имеют с ней гораздо больше общего, чем можно было бы подумать. |            | |            |                |                 |             |                     |
| 100 | 5          | «Глава сто: Парадокс головокружения» «Chapter One Hundred: The Jughead Paradox»                               | Неизвестно | Неизвестно     | 14 декабря 2021 | T13.23305   | 0.29                |
| Сегодня у Джагхеда первый день в школе в новом учебном году – он снова возвращается к преподаванию. Но происходит нечто странное – среди учеников он видит своих давно выпустившихся друзей, себя и, что самое страшное, когда-то погибших ребят. У себя дома Джагхед находит целую серию комиксов, в которых изложена вся история Ривердэйла и его жителей. Начинает их изучать в попытке найти ответы и неожиданно понимает, что, судя по всему, он столкнулся с событиями из параллельной вселенной. Чтобы выяснить подробности этого феномена, он обращается к школьному физику Дилтону, но тот советует прекратить попытки что-то изменить. Однако Джагхед не может оставить всё как есть, ведь события прошлого начинают повторяться, но уже в другой комбинации. Дилтон знает ответы, но одержим безумной идеей – он хочет посмотреть, как две вселенные поглотят друг друга, не оставив в живых никого. Чтобы спасти город и всех, кто в нём живёт, Джагхеду предстоит найти событие, с которого всё началось. |            | |            |                |                 |             |                     |
| 101 | 6          | «Глава сто первая: Невероятно» «Chapter One Hundred and One: Unbelievable»                                    | Неизвестно | Неизвестно     | 20 марта 2022   | T13.23306   | 0.23                |
| О взрыве в доме Арчи вскоре узнаёт весь город. Вероника Лодж считает, что бомбу подложили по приказу её отца Хайрома, который накануне покинул город. Его поисками занимается ФБР, но и Вероника не собирается сидеть сложа руки – она нанимает человека, который должен найти и устранить её отца. Шерил Блоссом, в свою очередь, думает, что именно она активировала проклятье, которое привело к столь ужасающим последствиям. Девушка пытается всё исправить, но есть силы, которые всячески пытаются ей помешать. Трое друзей, оказавшихся в доме в момент взрыва, начинают ощущать странные последствия. Джагхед сначала слышит непонятный гул в ушах, а затем начинает стремительно терять слух. Бетти видит ауру вокруг людей, совершающих преступления, а Арчи становится невероятно сильным – его телу невозможно нанести травмы, а с группой обидчиков он может расправиться, не прилагая особых усилий. Пытаясь снять проклятье, Шерил узнаёт, что в её подопечную Бритту вселилась некая сущность. Она проводит обряд изгнания, но, сама того не подозревая, возвращает в этот мир свою родственницу Эбигейл. |            | |            |                |                 |             |                     |
| 102 | 7          | «Глава сто вторая: Смерть на похоронах» «Chapter One Hundred and Two: Death at a Funeral»                     | Неизвестно | Неизвестно     | 27 марта 2022   | T13.23307   | 0.21                |
| Бритта узнаёт, что тело Шерил заняла Эбигейл и в её планах вернуть Ривердэйл семье Блоссом. Вероника признаётся Рэджи в том, что её отец мёртв и как именно он погиб. Она собирается организовать панихиду, но её родные не должны знать, что в действительности случилось с Хайромом. Местное отделение ФБР стоит на ушах из-за пропажи Глена – его машину нашли накануне рядом с забегаловкой, но его самого там не было. Джагхед больше не может заниматься литературным творчеством, поскольку привык работать под музыку – не слыша звуков, он не может написать ни строчки. Бетти получает посылку с ужасающим содержанием, а позже к ней является и сам отправитель. Бетти получает подтверждение тому, что когда-то взявший её в плен маньяк объявился в городе. Табита пытается помочь Джагхеду адаптироваться к своему новому состоянию, но молодой человек не может смириться с потерей слуха и начинает совершать необдуманные поступки. Эбигейл узнаёт в Фэнгсе человека, родственник которого в прошлом причинил Тони зло. Арчи оказывается в руках маньяка, но его неожиданно спасает Бинго. Тем не менее преступник остаётся на свободе, и Бетти принимает решение уехать из Ривердэйла, чтобы отвлечь его внимание. Тем временем уязвимое состояние Джагхеда начинает трансформироваться в невероятную способность. |            | |            |                |                 |             |                     |
| 103 | 8          | «Глава сто третья: Город» «Chapter One Hundred and Three: The Town»                                           | Неизвестно | Неизвестно     | 3 апреля 2022   | T13.23308   | 0.18                |
| Про Ривердэйл в местной газете выходит разгромная статья анонимного автора. Джагхеду, как главному редактору издания, начинают предъявлять претензии, дескать, как он мог такое допустить, а также требуют раскрыть имя автора. Бритта хочет вернуть Шерил и обращается к бабке девушки с просьбой подсказать, как это сделать. Способ достучаться до Шерил есть, но он сопряжён с большим риском. Из-за скандальной статьи объявлен экстренный сбор городского совета. Недавно приехавший в Ривердэйл Персиваль Пикенс признаётся, что это именно он автор публикации. Но помимо критики он озвучивает и советы, как можно исправить ситуацию в городе. Первое его предложение касается бездомных: по мнению Пикенса, их нужно выдворить за пределы города. Арчи не устраивает предложение Пикенса, и он просит друзей организовать строительство небольших домиков, в которых могли бы поселиться бездомные. Однако во время работ случается неприятный инцидент, который перечёркивает благую идею. Вероника хочет, чтобы казино работало абсолютно легально и на благо города – таким образом она надеется восстановить репутацию Лоджей. |            | |            |                |                 |             |                     |
| 104 | 9          | «Глава сто четвёртая: Гамбит Змеиной Королевы» «Chapter One Hundred and Four: The Serpent Queen's Gambit»     | Неизвестно | Неизвестно     | 10 апреля 2022  | Т13.23309   | TBA                 |
| Персиваль Пикенс всё глубже погружается в жизнь города и его обитателей. Он подговаривает жителей выступить против двух сильнейших криминальных группировок Ривердэйла. Молодой человек руководствуется якобы благими намерениями, однако Арчи ему не верит, поэтому собирает собственную коалицию, теперь уже против Пикенса. Эндрюс, Бетти и Джагхед предлагают присоединиться к ним Шерил, однако находящаяся в её теле Эбигейл придумала план, как уничтожить друзей. Спустя какое-то время представительница клана Блоссом наведывается в школу и угощает ребят отравленными пирожками. Бетти успевает заметить вокруг девушки алую ауру и спасает Арчи и Джагхеда от яда. После инцидента с забегаловкой Тони исключают из городского совета. Но на этом её проблемы не заканчиваются: к ним с Фэнгсом домой врывается полиция с обыском и находит незарегистрированное оружие, а позже у них на пороге появляются и сотрудники опеки. Джагхеду удаётся прочесть мысли Бритты и узнать о планах Эбигейл, а Кевин собирается забрать у Тони малыша Энтони. |            | |            |                |                 |             |                     |
| 105 | 10         | «Глава сто пятая: Народные герои» «Chapter One Hundred and Five: Folk Heroes»                                 | Неизвестно | Неизвестно     | 17 апреля 2022  | Т13.23310   | TBA                 |
| Персиваль изменил своё мнение о деятельности казино и теперь всячески набивается в друзья к Веронике. В частности, он просит предоставить ему номер в гостиничном комплексе для длительного проживания. Бритта покидает дом Шерил – родители девочки готовы принять её обратно. На городском совете обсуждается восстановление парка Пикенса, в центре которого должна красоваться скульптура самого генерала Пикенса. Арчи возражает и напоминает горожанам, что мужчина был вовсе не героем, а жестоким маньяком. Чтобы противостоять задуманному Персивалем, Джагхед предлагает Арчи стать народным героем, который поведёт за собой людей. Для начала они решают устроить демонстрацию силы Эндрюсы, чтобы его подвиги попали в книгу рекордов Гиннеса. Из-за манипуляций Пикенса владелицы бизнесов Вероника, Табита и Тони вдруг в какой-то момент становятся конкурентками. Внутри Шерил проснулась сила, которой она не может управлять. Помочь девушке вызывается Бетти. |            | |            |                |                 |             |                     |
| 106 | 11         | «Глава сто шестая: Ангелы в Америке» «Chapter One Hundred and Six: Angels in America»                         | Неизвестно | Неизвестно     | 24 апреля 2022  | Т13.23311   | TBA                 |
| Персиваль как новый член городского совета выступает с инициативой построить в Ривердэйле частную железную дорогу, которая будет проходить аккурат через центр города. По его плану станция должна располагаться там, где сейчас находится кафе «Pop's». Табита отказывается продавать закусочную, но в одиночку противостоять натиску Пикенса она не в состоянии, а друзья ей помочь не могут в силу разных обстоятельств. В какой-то момент Джагхеду приходится признаться Табите – он может читать мысли. Заодно он рассказывает, что после взрыва Арчи и Бетти также приобрели сверхъестественные способности. Джагхед предлагает сделать так, чтобы «Pop's» присвоили статус исторической достопримечательности – оснований для этого достаточно, судя по документам. Но оформить бумаги молодые люди не успевают – на Табиту совершается покушение. В момент, когда в её тело попадает пуля, она сознанием переносится в прошлое – в те самые исторические события. Сопровождающий её ангел хранитель, принимающий разные обличья, говорит, что для возвращения в своё время необходимо решить серьёзную проблему в прошлом. Девушка оказывается в разных временных отрезках, но каждый раз сталкивается с несущим зло Персивалем. |            | |            |                |                 |             |                     |
| 107 | 12         | «Глава сто седьмая: В тумане» «Chapter One Hundred and Seven: In the Fog»                                     | Неизвестно | Неизвестно     | 1 мая 2022      | Т13.23312   | TBA                 |
| Арчи предлагает друзьям устроить переворот в городском совете, однако об этом узнаёт Элис и тут же докладывает Персивалю. По причине густого тумана в Ривердэйле объявляют комендантский час, а вечером город погружается во мрак из-за перебоев с электричеством. В поместье Блоссом является изгнанная мать Шерил – она утверждает, что собирается посвятить оставшуюся жизнь служению господу, но прежде хочет повидаться с дочерью. Джагхед предлагает Табите вернуться в прошлое, чтобы предотвратить взрыв бомбы, из-за которого молодой человек потерял слух. Девушка утверждает, что этот эпизод прошлого невозможно изменить. Бетти впервые рассказывает Арчи, что с ней происходило в плену у маньяка и как ей удалось сбежать. Вероника и Рэджи застряли в казино из-за тумана, поэтому решили, наконец, поговорить и прояснить происходящее между ними. Девушка предлагает забыть о прошлом и начать всё сначала, но ответ Рэджи заставляет её о многом задуматься. Появление старого знакомого провоцирует у Кевина страшные воспоминания из юности. А утром по телевидению объявляют, что новым мэром Ривердэйла стал Персиваль Пикенс. |            | |            |                |                 |             |                     |
| 108 | 13         | «Глава сто восьмая: Из книг» «Chapter One Hundred and Eight: Ex-Libris»                                       | Неизвестно | Неизвестно     | 8 мая 2022      | Т13.23313   | TBA                 |
| Арчи говорит Бетти, что хотел бы иметь от неё ребёнка, но, наверное, сейчас не самое подходящее время для рождения малыша. Вероника выставляет Рэджи за порог вместе с вещами. На прощание он говорит своей бывшей возлюбленной много гадостей. Табита ведёт работу по присвоению статуса исторического памятника для «Pop's». А Персиваль, занявший должность мэра города, делает своё первое распоряжение – он приказывает закрыть публичную библиотеку. Но перед этим он требует вернуть когда-то давно взятые книги, а тех, кто не может этого сделать, обвиняет в краже и грозит наказанием. У каждого из должников Персиваль забирает ценные для владельца вещи. Вскоре герои, которым пришлось отдать Пикенсу свои вещи, начинают странно себе чувствовать – их преследуют видения, связанные с травмирующими событиями из прошлого. Шерил понимает, что они находятся под воздействием какого-то колдовства и если зачарование не снять, то придётся столкнуться лицом к лицу со своими демонами. Тем временем к Персивалю присоединяется ещё один человек. |            | |            |                |                 |             |                     |
| 109 | 14         | «Глава сто девятая: Ядовитая» «Chapter One Hundred and Nine: Venomus»                                         | Неизвестно | Неизвестно     | 15 мая 2022     | Т13.23314   | TBA                 |
| Врач, обследовавший Веронику Лодж, приходит к неутешительным выводам: её организм выделяет некий токсин, опасный для окружающих, поэтому ей не следует в ближайшее время ни с кем контактировать. Однако избежать встреч девушке не удаётся: Рэджи инициирует внеочередное собрание инвесторов и заявляет, что работой Вероники не довольны – в последнее время казино практически не приносит доход. В приватной беседе он просит добровольно отдать игорный дом, в противном случае его придётся отбирать силой. Но Вероника, которая нашла ключ к своим паучьим способностям, не намерена отступать. Бетти просит Джагхеда прочитать её мысли, а именно – погрузиться вглубь воспоминаний об отце, которые её мозг блокирует. Выясняется, что Бетти, как и её мать, являются носительницами особого гена убийцы, а её отец с детства натаскивал дочь, пытаясь пробудить её тёмную сторону. Кроме того, молодым людям удаётся узнать, что Элис уже много лет хранит страшный секрет. Арчи хочет выработать иммунитет к палладию, однако у него ничего не выходит – из-за постоянного контакта с рудой молодой человек остаётся практически без сил и с подорванным здоровьем. На помощь ему приходит Шерил – она предлагает провести ритуал, который сделает Арчи буквально железным человеком. Правда, в его нынешнем состоянии это может быть смертельно опасно. |            | |            |                |                 |             |                     |
| 110 | 15         | «Глава сто десятая: То, что происходит ночью» «Chapter One Hundred and Ten: Things That Go Bump in the Night» | Неизвестно | Неизвестно     | 22 мая 2022     | Т13.23315   | TBA                 |
| Несмотря на все усилия, присвоить «Pop's» статус исторического памятника не удалось, поэтому над кафе снова нависла опасность исчезнуть с лица земли. Чтобы избежать печальной участи, Табита предлагает перевести здание забегаловки в другое место и начать работать там. К демонтажу приступает Арчи и его бригада строителей. Однако вскоре в «Pop's» является Персиваль и предлагает работягам присоединиться к строительству железнодорожной станции, пообещав хорошие условия труда и оплаты. Первым соглашается Фэнгс – ему нужен стабильный заработок из-за суда по опеке над ребёнком Тони. Но на этом проблемы Табиты не заканчиваются: оказывается, в придорожном кафе живут призраки, которые могут исчезнуть, если заведение перестанет работать, а это, в свою очередь, нарушит баланс сил добра и зла. Вероника предлагает Джагхеду поработать на неё – выступать на шоу в казино провидцем, способным читать мысли. Программа пользуется успехом у посетителей, и вскоре в игорный дом является Рэджи – он пытается шантажом вынудить Веронику платить ему процент от выручки. Джагхеду снова предстоит поработать над развитием своей способности – на этот раз ему нужно стереть определённые воспоминания. Бетти видит вокруг своего племянника Дагвуда красную ауру, при этом у его сестры-близняшки её нет. Девушка собирается проверить, являются ли дети носителями гена убийцы. Вскоре выясняется, что алая аура окружает и саму Бетти.                              |            | |            |                |                 |             |                     |
| 111 | 16         | «Глава сто одиннадцатая: Синий воротничок» «Chapter One Hundred and Eleven: Blue Collar»                      | Неизвестно | Неизвестно     | 29 мая 2022     | Т13.23315   | TBA                 |
| В Ривердэйле назревает война между Арчи Эндрюсом и Персивалем Пикенсом. Шерил предполагает, что Персиваль хочет построить поезд-призрак, который даст ему власть над душами живых и мёртвых. Рабочие приступают к строительству железнодорожной станции, но сталкиваются с обманом со стороны Пикенса – оплата меньше, чем обговаривалось ранее, да и условия труда не соответствуют заявленным. На этом хочет сыграть Арчи: он предлагает строителям вступить в профсоюз и отстаивать свои права. Но и Пикенс отступать не намерен: он предлагает Эндрюсу перейти на его сторону. Кланы Блоссом и Пикенс в прошлом сотрудничали, за что Шерил теперь стыдно. Но она намерена найти в архиве некий компромат, который помешает планам Персиваля. Чарльза, брата Бетти, из тюремного лазарета отправляют домой – мужчина смертельно болен, ему остались считанные дни. Разговаривая с ним, Бетти пытается понять природу плохих поступков, которые совершали члены её семьи, в том числе она сама. Персиваль обещает Рэджи посвятить его в оккультные науки – молодой человек должен помочь Пикенсу проникнуть в разум Джагхеда. С первой попытки сделать это ему не удаётся, но во второй раз он всё же пробивает защиту. Для Джагхеда это оборачивается катастрофой. |            | |            |                |                 |             |                     |
| 112 | 17         | «Глава сто двенадцатая: Американские психопаты» «Chapter One Hundred and Twelve: American Psychopaths»        | Неизвестно | Неизвестно     | 12 июня 2022    | Т13.23315   | TBA                 |
| В Ривердэйле проходит фестиваль для фанатов маньяков – таким образом Бетти хочет привлечь убийцу, который скрывает лицо за маской из мусорного мешка. Девушка станет гвоздём мероприятия как единственная жертва, которой удалось выжить после встречи с жестоким маньяком. Забастовка рабочих, организованная Арчи, несколько подпортила планы Персиваля, однако мужчина не намерен отступать – остаётся всё меньше времени до появления кометы Бэйли. Пикенс, применив внушение, заставляет строителей снова приступить к работе. Но Арчи, Тони и Табита придумывают способ, как разрушить чары. Один из посетителей фестиваля привлекает внимание Купер – у него нож Чёрного капюшона. Парень говорит, что Бетти ничем не отличается от остальных маньяков, поклонники которых собрались на мероприятии, и он готов стать её первой официальной жертвой. Шерил проводит обряд, который должен разрушить союз Тони и Фэнгса, однако колдовство отражается на малыше Энтони – он начинает болеть. Бетти выступает на фестивале. Маньяк не приходит, как она ожидала, но звонит ей по телефону, обличая её тёмную сторону перед собравшимися. Позже, уже дома, Купер видит убийцу в мешке в окне дома напротив и начинает его выслеживать в одиночку. |            | |            |                |                 |             |                     |
| 113 | 18         | «Глава сто тринадцатая: Библейская» «Chapter One Hundred and Thirteen: Biblical:»                             | Неизвестно | Неизвестно     | 26 июня 2022    | Т13.23315   | TBA                 |
| Тони просит Веронику выступить организатором их с Фэнгсом свадьбы. Кевин делает будущим молодожёнам «подарок» – отказывается от иска об опеке над малышом Энтони. Шерил предлагает друзьям покончить раз и навсегда с Персивалем, однако тот успевает сделать ход первым – всего за пару часов до предсвадебного банкета вся еда начинает гнить буквально на глазах. И это далеко не главная напасть, которая будоражит город – жители Ривердэйла стали свидетелями так называемых библейских казней. Арчи предлагает рабочим прекратить забастовку – таким образом он хочет ослабить хватку Пикенса. Однако строители уже не соглашаются идти на попятную. И вскоре их настигает кара небесная. Эндрюс пытается договориться с Персивалем, но и тот отступать не намерен. Он предлагает Арчи самому приступить к работе, раз работяги теперь не в состоянии держать в руках инструменты. Бетти удаётся узнать, что Персивалю на самом деле нужен малыш Энтони. Друзьям с помощью магии Шерил удаётся на какое-то время заточить Пикенса в магические колодки, однако колдун призывает рой насекомых, которые поедают дерево и освобождают своего хозяина. Персиваль завершает начатое – в городе погибают практически все первенцы, включая Арчи, Джагхеда, Тони и Фэнгса. |            | |            |                |                 |             |                     |
| 114 | 19         | «Глава сто четырнадцатая: Ведьмы Ривердэйла» «Chapter One Hundred and Fourteen: The Witches of Riverdale»     | Неизвестно | Неизвестно     | 10 июля 2022    | Т13.23315   | TBA                 |
| Шерил собирает в своём доме Бетти, Веронику и Табиту. Они ждут прибытия Сабрины Спэлман, которая должна помочь воскресить их близких, на это у них есть всего три дня. Для ритуала нужны шесть ведьм, и девушки, которые пока не имеют отношения к оккультным наукам, должны дополнить шабаш. Сабрина отправляется в загробный мир за Джагхедом. Ей нужно уговорить молодого человека вернуться, однако это оказывается не так просто. В итоге в теле Джагхеда в мир живых является погибший парень Сабрины Ник Скрэтч. За Арчи, Тони и Фэнгсом должны отправиться их близкие, возможно, им удастся уговорить их вернуться. Кевин, опасаясь мести Персиваля за предательство, собирается бежать из города, однако Пикенс его ловит и заточает в подвале. Колдун приказывает Рэджи казнить Кевина в назидание, взамен отцу молодого человека достанется здоровое сердце. Сабрина говорит Шерил, что та обладает не только способностью к пирокинезу – в ней заложена ещё и сила Феникса, а это значит, что Блоссом предстоит вернуть из загробного мира их ныне покойных друзей. Девушка справляется с задачей, однако в мир живых возвращаются ещё несколько человек, которых здесь быть не должно. |            | |            |                |                 |             |                     |
| 115 | 20         | «Глава сто пятнадцатая: Возвращение в Ривервэйл» «Chapter One Hundred and Fifteen: Return to Rivervale»       | Неизвестно | Неизвестно     | 17 июня 2022    | Т13.23315   | TBA                 |
| Чтобы победить любого врага, нужно всегда быть на несколько шагов впереди него. Арчибальд Эндрюс и его друзья хорошо знают об этой истине, но у них не получается опередить Персиваля. Очевидно, матёрый оппонент использует все доступные средства и способы, чтобы удержаться на своём месте и не потерять контроль над городом. Пикенса нельзя назвать слабым и беспомощным. Он чётко знает, чего хочет, и всегда следует установленному маршруту, несмотря на неожиданные препятствия и помехи. Задолго до Ривердейла Персиваль уже пробовал поработить большие группы людей, но лишь в этом городе ему действительно удалось достичь желаемого. Так что Эндрюсу придётся сильно постараться, чтобы победить врага и освободить жителей от его пагубного влияния. Арчи предлагает друзьям хорошенько покопаться в скрытой биографии Пикенса. Парень надеется найти то, что поможет им победить в жестокой войне, но не подозревает, к чему приведёт расследование и какую высокую плату придётся заплатить за собственное любопытство. Персиваль побеспокоился о том, чтобы скрыть старые секреты. Он никогда не отягощал себя лишними моральными принципами или угрызениями совести и не щадил оппонентов и их семьи. Так что Арчи стоит вовремя остановиться, иначе будет слишком поздно. Парень борется за благое дело, но это может обернуться огромной бедой не только для него. Арчи явно недооценил силу и могущество Персиваля, а время сейчас работает против него и его друзей. |            | |            |                |                 |             |                     |
| 116 | 21         | «Глава сто шестнадцатая: Оборона» «Chapter One Hundred and Sixteen: The Stand»                                | Неизвестно | Неизвестно     | 24 июля 2022    | Т13.23315   | TBA                 |
| Затянувшаяся борьба добра и зла выходит на свою финишную прямую. Это может закончиться большими потерями для города, но Арчи Эндрюс делал всё возможное, чтобы предотвратить беду. Парень испробовал все методы, но Персиваль остался беспристрастным и неумолимым. Он не испытывает угрызений совести и сожалений и всегда бьёт прямо в цель, чтобы добиться задуманного и избавиться от оппонентов. Пикенс мечтал присвоить Ривердейл и установить в нём свои правила, а Эндрюс всё это время отвлекал его внимание и просто оттягивал то, что и так должно произойти. Но вскоре всё разрешится, и Персиваль сможет отомстить несносному парню и его неугомонной банде друзей и приятелей. Вероника хочет решить конфликт мирно, но Арчибальд не уверен, что Персиваль согласится пойти на компромисс. Этот человек уже продемонстрировал свои способности, и все враги Пикенса точно знают, чего от него можно ожидать в ближайшем времени. Ребята в последний раз попытаются договориться с противником, после чего начнётся настоящее противостояние добра и зла. Жителям города лучше найти безопасное убежище, пока ещё есть для этого время. Война Арчи и Персиваля зацепит каждого, и никому не удастся пережить её без потерь. Но парень не боится нового вызова и точно знает, что будут делать его друзья, если Эндрюс не сможет победить Пикенса. |            | |            |                |                 |             |                     |
| 117 | 22         | «Глава сто семнадцатая: Ночь кометы» «Chapter One Hundred and Seventeen: Night of the Comet»                  | Неизвестно | Неизвестно     | 31 июля 2022    | Т13.23315   | TBA                 |
| Арчи Эндрюс больше не сомневается в том, что его враг без колебаний решится на крайние меры, чтобы уничтожить врагов. Персиваль ни разу не проявил милосердие, а это значит, что ему это просто не свойственно. За плечами у мужчины достаточно побед, чтобы считать его непревзойдённым противником. Пикенс успел продемонстрировать решительность и упорство, но Эндрюса это нисколько не пугает. Парень уже давно решил, что готов рискнуть абсолютно всем, чтобы избавить родной город от смертельной опасности. Больше не оставалось времени для наивных и глупых размышлений и поисков подходящих вариантов. Нужно действовать уже сейчас, ведь вскоре состоится финальная битва добра и зла, которая предопределит судьбу Ривердейла. Друзья Арчибальда поддерживают его во всех стремлениях и начинаниях. Им не нужно рассказывать о том, на что готов Персиваль ради победы. Они успели столкнуться с различными формами безоговорочного зла и мечтают лишь о том, чтобы снова стать свободными. Банда Эндрюса успела заручиться помощью влиятельных представителей магии, но это не гарантирует им победу. Финальная битва всегда становится неприятным сюрпризом для обеих сторон, и этот закон жизни ещё никому не удалось изменить. Ребята действительно пытались обойтись малой кровью, но их старания оказались тщетными и напрасными. И сейчас их больше беспокоит судьба родственников и друзей, чем своя собственная жизнь.                                                 |            | |            |                |                 |             |                     |

### Сезон 7 (2023)
| № общий | № в сезоне | Название | Режиссёр             | Автор сценария                            | Дата премьеры   | Произв. код | Зрители в США (млн) |
| ------- | ---------- | --- | -------------------- | ----------------------------------------- | --------------- | ----------- | ------------------- |
| 118     | 1          | «Глава сто восемнадцатая: Не волнуйся, дорогая» «Chapter One Hundred and Eighteen: Don't Worry, Darling»                        | Рональд Пол Ричард   | Роберто Агирре-Сакаса и Даниэль Иман      | 29 марта 2023   | T13.23901   | 0.26                |
| 119     | 2          | «Глава сто девятнадцатая: Skip, Hop, and Thump!» «Chapter One Hundred and Nineteen: Skip, Hop, and Thump!»                      | Рональд Пол Ричард   | Ариана Джексон                            | 5 апреля 2023   | T13.23902   | 0.27                |
| 120     | 3          | «Глава сто двадцатая: Половое воспитание» «Chapter One Hundred and Twenty: Sex Education»                                       | Джеймс ДеВилль       | Жанин Салинас Шоенберг                    | 12 апреля 2023  | T13.23903   | 0.22                |
| 121     | 4          | «Глава сто двадцать первая: Любовь и брак» «Chapter One Hundred and Twenty-One: Love & Marriage»                                | Клаудия Ярми         | Крисси Марун                              | 19 апреля 2023  | T13.23904   | 0.25                |
| 122     | 5          | «Глава сто двадцать вторая: Сказки в яремной вене» «Chapter One Hundred Twenty-Two: Tales in a Jugular Vein»                    | Джефф Вулнаф         | Грегг Мюррей                              | 26 апреля 2023  | T13.23905   | 0.19                |
| 123     | 6          | «Глава сто двадцать третья: Пип-шоу» «Chapter One Hundred Twenty-Three: Peep Show»                                              | Эми Мирольд          | Тед Салливан                              | 3 мая 2023      | T13.23906   | 0.21                |
| 124     | 7          | «Глава сто двадцать четвёртая: Грязные танцы» «Chapter One Hundred Twenty-Four: Dirty Dancing»                                  | Джесси Уорн          | Аарон Аллен                               | 10 мая 2023     | T13.23907   | 0.20                |
| 125     | 8          | «Глава сто двадцать пятая: Мечты об обруче» «Chapter One Hundred Twenty-Five: Hoop Dreams»                                      | Сьерра Глауде        | Эван Кайл                                 | 17 мая 2023     | T13.23908   | 0.23                |
| 126     | 9          | «Глава сто двадцать шестая: Двойной дайджест Бетти и Вероники» «Chapter One Hundred Twenty-Six: Betty & Veronica Double Digest» | Алекс Пиллай         | Уилл Эвинг                                | 24 мая 2023     | T13.23909   | 0.19                |
| 127     | 10         | «Глава сто двадцать седьмая: Американские граффити» «Chapter One Hundred Twenty-Seven: American Graffiti»                       | Кевин Салливан       | Нейт Берк и Сэм Рубинек                   | 31 мая 2023     | T13.23910   | 0.28                |
| 128     | 11         | «Глава сто двадцать восьмая: Хэллоуин II» «Chapter One Hundred Twenty-Eight: Halloween II»                                      | Рональд Пол Ричард   | Фелиция Хо                                | 7 июня 2023     | T13.23911   | 0.23                |
| 129     | 12         | «Глава сто двадцать девятая: После падения» «Chapter One Hundred and Twenty-Nine: After the Fall»                               | Джулия Беттенкурт    | Джиджи Свифт                              | 21 июня 2023    | T13.23911   | 0.19                |
| 130     | 13         | «Глава сто тридцатая: Рубеж» «Chapter One Thirty: The Crucible»                                                                 | Мэдхен Амик          | Жанин Салинас Шоенберг и Уилл Эвинг       | 28 июня 2023    | T13.23911   | 0.19                |
| 131     | 14         | «Глава сто тридцать первая: Мюзикл "Арчи"» «Chapter One Hundred Thirty-One: Archie the Musical»                                 | Рональд Пол Ричард   | Тесса Леи Уильямс                         | 5 июля 2023     | T13.23911   | 0.21                |
| 132     | 15         | «Глава сто тридцать вторая: Юная Мисс Ривердейл» «Chapter One Hundred Thirty-Two: Miss Teen Riverdale»                          | Майкл Гои            | Аарон Аллен и Крисси Марун                | 19 июля 2023    | T13.23911   | 0.22                |
| 133     | 16         | «Глава сто тридцать третья: Олень» «Chapter One Hundred Thirty-Three: Stag»                                                     | Роб Шейденгланц      | Райан Тереборн                            | 26 июля 2023    | T13.23911   | 0.16                |
| 134     | 17         | «Глава сто тридцать четвёртая: Другая разновидность кошек» «Chapter One Hundred Thirty-Four: A Different Kind of Cat»           | Кевин Родни Салливан | Ариана Джексон и Эван Кайл                | 2 августа 2023  | T13.23911   | 0.21                |
| 135     | 18         | «Глава сто тридцать пятая: За лучшее завтра» «Chapter One Hundred Thirty-Five: For A Better Tomorrow»                           | Грег Смит            | Тед Салливан и Грег Мюррей                | 9 августа 2023  | T13.23911   | 0.22                |
| 136     | 19         | «Глава сто тридцать шестая: Золотой век телевидения» «Chapter One Hundred Thirty-Six: The Golden Age of Television»             | Тара Дефо            | Роберто Агирре-Сакаса и Тесса Лей Уильямс | 16 августа 2023 | T13.23911   | 0.19                |
| 137     | 20         | «Глава сто тридцать седьмая: Прощай, Ривердейл» «Chapter One Hundred Thirty-Seven: Goodbye, Riverdale»                          | Неизвестно           | Роберто Агирре-Сакаса                     | 23 августа 2023 | T13.23911   | TBA                 |